# 이라크의 역사
이라크는 티그리스강과 유프라테스강을 따라 위치한 비옥한 초승달 지대의 가장 동쪽에 위치한 고대 메소포타미아의 영토와 대부분 일치하는 서아시아의 국가이다. 현재의 이라크 국경은 제1차 세계 대전 말기에 오스만 제국이 해체되고 분할된 이후 수립되었으며, 옛 빌라예트인 바그다드, 바스라, 모술은 영국 통치하에 놓였다. 1921년부터 1932년까지 영국의 위임통치령으로 존재했던 이라크 왕국은 1920년 영국의 지배에 대항한 이라크의 반란 실패 이후 창설되었으며 1922년 영국-이라크 조약으로 최종 확정되었다. 수메르는 신석기 시대인 기원전 6,000년에서 5,000년 사이에 생겨난 고대 수메르 땅으로, 역사상 가장 오래된 문명으로 널리 알려져 있다. 또한 청동기 시대와 철기 시대 동안 메소포타미아 하부와 고대 근동의 여러 지역을 지배했던 지역 통치 왕조들의 연속인 아카드 제국, 신수메르 제국, 바빌로니아, 신아시리아 제국, 신바빌로니아 제국의 역사적인 중심지이기도 하다. 이 시대 이라크는 문학, 문학, 과학, 수학, 법학, 철학, 문명의 요람이라 불리기도 한다.
고대는 기원전 539년까지 지속되었는데, 메소포타미아의 대부분은 자신을 "바빌론의 왕"이라고 선언한 키루스 2세 보졸그가 이끄는 이웃한 아케메네스 제국에 의해 정복되었다. 바빌로니아 문명의 명목상 중심지였던 바빌론은 점령 이후에도 아케메네스 제국의 4개 수도 중 가장 중요한 도시가 되었다.
그 후 700년 동안, 현대 이라크를 형성하는 지역은 셀레우코스 제국, 파르티아 제국, 로마 제국의 지배하에 놓였고, 셀레우코스와 파르티아는 각각 셀레우키아와 크테시폰과 함께 새로운 제국 수도를 세웠다. 3세기경, 이 지역이 다시 페르시아(사산인)의 지배하에 놓이자, 남부 메소포타미아(오늘날의 예멘인 대부분)에서 온 유목민 아랍 부족들이 이주하여 정착하기 시작했고, 300년경 사산족과 동맹을 맺은 라흠 왕국이 탄생했다. 사산 제국은 결국 7세기에 라시둔 칼리파국에 의해 정복되었고, 이라크는 636년 까디시야 전투 이후 이슬람의 지배하에 놓였다. 쿠파는 그 직후 이전의 라흠 수도인 알히라와 가까운 곳에 세워졌고, 656년부터 661년 우마이야 왕조에 의해 멸망할 때까지 라시둔 왕조의 본거지가 되었다. 그 후 거의 1세기 동안, 우마이야 칼리파국은 다마스쿠스를 행정 수도로 사용하였다. 750년 아바스 칼리파국의 부흥과 함께, 이라크는 750년부터 752년까지 쿠파에서 칼리프가 통치하고, 그 다음 10년 동안 안바르에서, 그리고 762년 건국 후 바그다드에서 다시 한번 칼리파국 통치의 중심지가 되었다. 바그다드는 아바스 칼리파국의 수도로 존속하였고, 그 기간 동안 오늘날 이슬람 황금기라고 알려진 세계 문화 및 지적 중심지가 되었다. 9세기 바그다드의 급속한 성장과 번영은 10세기 부와이흐 왕조와 셀주크 왕조 침공으로 침체기를 거쳤지만, 1258년 몽골의 침공까지 그 중요성으로 인해 중심지로 남아 있었다. 그 후, 이라크는 일 칸국의 주가 되었고 중요성이 떨어졌다. 일 칸국의 붕괴 후, 이라크는 16세기에 오스만 제국에 흡수될 때까지 잘라이르 술탄국과 카라 코윤루에 의해 통치되었고, 간헐적으로 이란의 사파비 왕조와 맘루크 왕조의 지배하에 놓였다.
오스만 제국의 통치는 제1차 세계 대전으로 끝났으며, 그 후 대영 제국은 명목상 파이살 1세가 이끄는 자치적인 하심가와 함께 영국 위임통치령 메소포타미아를 통치했다. 이라크 왕국은 결국 1932년 영국-이라크 조약의 조건에 따라 완전한 독립을 인정받았다. 최고 위원 프랜시스 험프리스와 이라크 총리 누리 알사이드가 2년 전에 서명했다. 1958년 쿠데타가 일어나면서 공화국이 수립되었다. 사담 후세인은 1968년부터 2003년까지 이란-이라크 전쟁과 걸프 전쟁을 통치했다. 사담 후세인은 2003년 이라크 침공 이후 축출되었다. 이후 미국이 이라크를 점령한 이후, 이라크는 2006년부터 2008년까지 내전으로 분열되었고, 2011년 상황은 악화되었다. 2015년까지 이라크는 사실상 분할되었고, 중부와 남부 지역은 정부가, 북서부는 쿠르드 자치 정부가, 서부 지역은 이슬람 국가(IS)가 통제했다. IS는 2017년 이라크에서 추방됐지만 이라크와 시리아 국경이 긴 탓에 대부분 서북부 농촌 지역에서 저강도 ISIL 반란이 계속되고 있다.

## 선사 시대

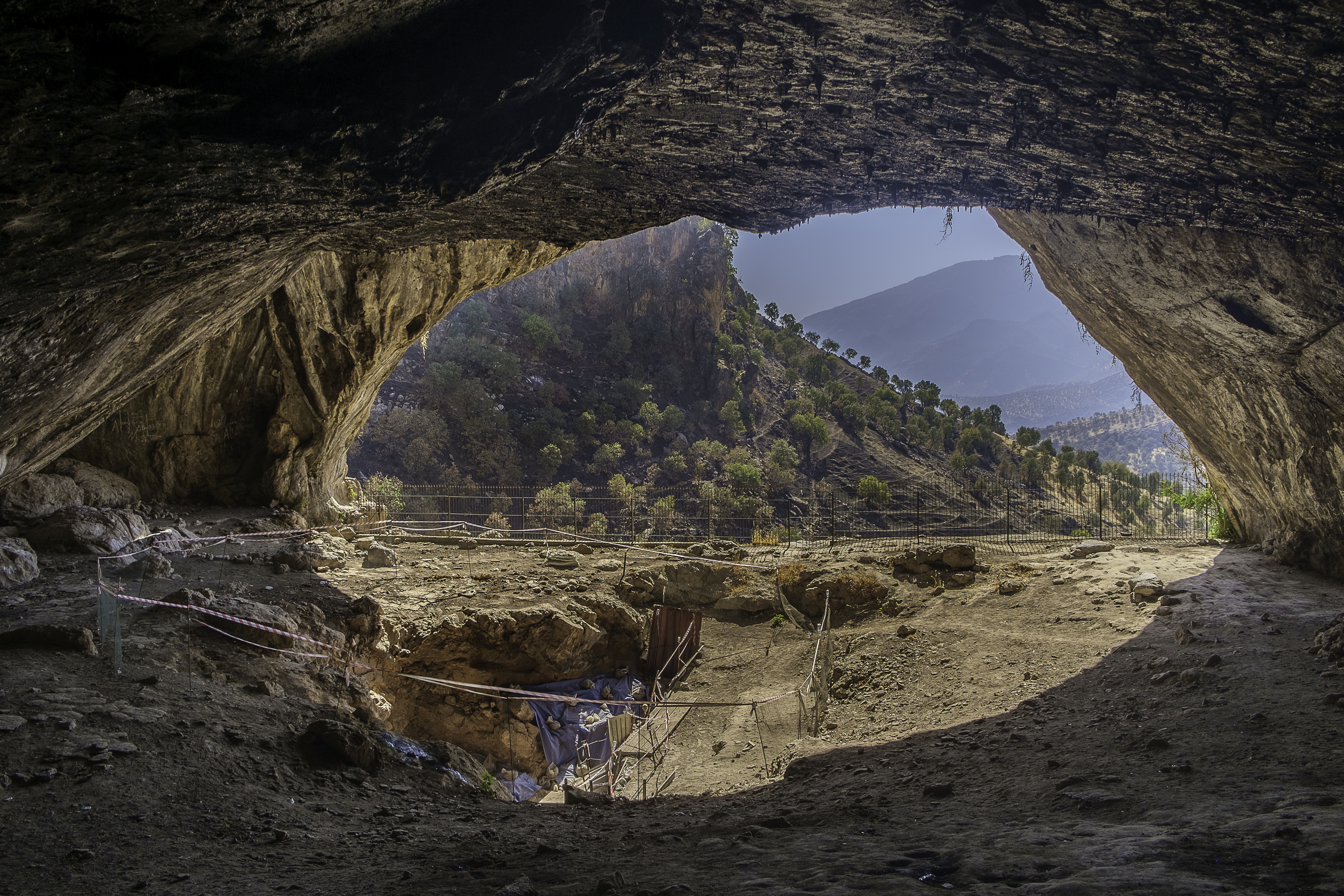
샤니다르 동굴 안에서는 약 65,000년에서 35,000년 전의 성인 8명과 네안데르탈인 2명의 유해가 발견되었다.

1957년부터 1961년까지 랄프 솔레키와 컬럼비아 대학교 연구진이 샤니다르 동굴을 발굴했고, 다양한 나이와 보존 상태, 완전성의 9개의 네안데르탈인 유골이 기원전 60,000년에서 80,000년 전으로 거슬러 올라간다. 최근 멜린다 A. 제더에 의해 스미스소니언 연구소에서 발굴된 시체들을 조사하던 중 10번째 개체가 발견되었다. 이 유골은 네안데르탈인이 장례식을 치렀고, 죽은 사람을 꽃과 함께 묻었으며, 그들이 부상자와 노인을 돌봤다는 것을 암시하는 것으로 보였다.
메소포타미아는 기원전 10,000년 경부터 신석기 혁명의 초기 발전지이다. 그것은 "바퀴의 발명, 최초의 곡물 작물의 심기, 필기체의 개발, 수학, 천문학, 농업을 포함한 인류 역사에서 가장 중요한 발전의 일부에 영감을 주었다"고 확인되었다.

## 수메르 문명
현재 이라크 지역인 메소포타미아에서 기원전 6천년부터 기원전 2천년까지 이어진 수메르 문명은 세계 역사상 최초의 문명으로 여겨진다. 수메르인들은 메소포타미아라는 이름이 나타내듯 티그리스 강과 유프라테스 강 유역에 정착하여 세계에서 가장 오래된 문자가 담긴 정착촌과 도시 도시를 건설했다.

### 우루크 시대 (기원전 4000년~3100년)
'우루크 시대'라는 이름은 메소포타미아에서 도시라는 개념이 처음 나타난 것으로 보이는 수메르 도시 우루크의 이름에서 유래되었다. 메소포타미아 남부 지역은 기원전 4천년 후반의 우루크 문명의 주요 유적인 주요 기념물과 국가기관의 발전과 함께 나타난 도시사회의 가장 중요한 흔적을 담고 있어 당시 문화의 중심지였던 것으로 보인다.
우루크 시대의 수메르 도시들은 신권정치체제를 띄었던 것으로 보이며, 남성과 여성을 모두 포함하는 장로 회의의 지원을 받는 사제 겸 왕인 '엔시'가 이끄는 도시였던 것으로 여겨진다. 수메르 후기의 판테온조차 이러한 정치적 구조를 모델로 삼아 구성된 것으로 여겨진다. 이 기간 동안 우루크는 세계에서 가장 도시화된 도시가 되어 인구가 50,000명을 넘었다.
고대 수메르 왕 목록에는 이 시대의 여러 주요 도시의 첫 번째 왕조가 포함되어 있다. 목록의 최상단에 위치한 인물들은 전설적인 대홍수 이전에 통치했다고 알려진 왕들이다. 그 중 가장 눈에 띄는 인물은 세계사상 최초의 왕으로 꼽히는 알룰림왕이다.
인류 역사상 최초의 문자 체계가 등장한 곳도 바로 이 지역이었다. 이로서 이전의 시대는 선사 시대로, 이후의 시대는 역사 시대로 구분되었다. 우루크의 문화와 기술은 당시 근동의 나머지 지역에 영향을 미쳤다. 여기서 파생된 많은 혁신은 메소포타미아의 역사와 실제로 세계의 역사에 전환점이 되었다.

### 젬데트 나스르 시대 (기원전 3100년~2900년)
기원전 3100년경에는 농업에 종사하는 농민의 수가 크게 늘어나 도심은 과거의 기능에서 벗어나 일종의 성지가 되었는데, 이 시기는 기원전 2900년경에 끝났다. 젬데트 나스르와 같은 유적지에서 발굴된 중앙 건물, 행정 설형 문자판, 원통형 봉인 등을 보면 이 시기 정착촌이 고도로 조직화되어 있었고 중앙 행정부가 수공예 산업부터 식량 배급에 이르기까지 경제의 모든 측면을 규제했음을 알 수 있다.
이 시기에 발명된 육십진법은 나중에 수메르들이 바빌로니아인에게 전수하였으며, 현대에도 이 체계는 각도 측정, 지리좌표, 전자항법, 시간 등 다양한 분야에서 여전히 사용되고 있다.

## 초기 왕조 시대
기원전 2800년경에 이라크에서 왕조의 여명기가 시작되었다. 6세기 동안 지속된 이 시기를 고대 수메르 시대 또는 도시 국가 시대라고도 하며, 통상적으로 다음의 세 시대로 구분한다.

### 첫 번째 키시 왕조
다른 전설적인 출처에서 알려진 목록에 있는 최초의 왕조 이름은 "하늘로 올라가 모든 외국을 통합한 목자"라고 불리는 왕인 에타나이다. 그는 대략 기원전 3000년에 살았던 것으로 여겨진다.
고고학적 비문을 통해 역사적 존재가 독립적으로 입증된 최초의 군주는 키시의 엔메바라게시(기원전 2600년경)로, 엘람을 물리치고 니푸르에 엔릴 신전을 세웠다고 전해진다. 엔메바라게시의 후계자인 아가는 그 도시의 다섯 번째 왕인 우루크의 길가메시와 싸웠다고 전해진다. 이때부터 한동안 우루크는 수메르에서 일종의 패권을 쥐고 있었던 것으로 보인다.

### 우루크 제1왕조

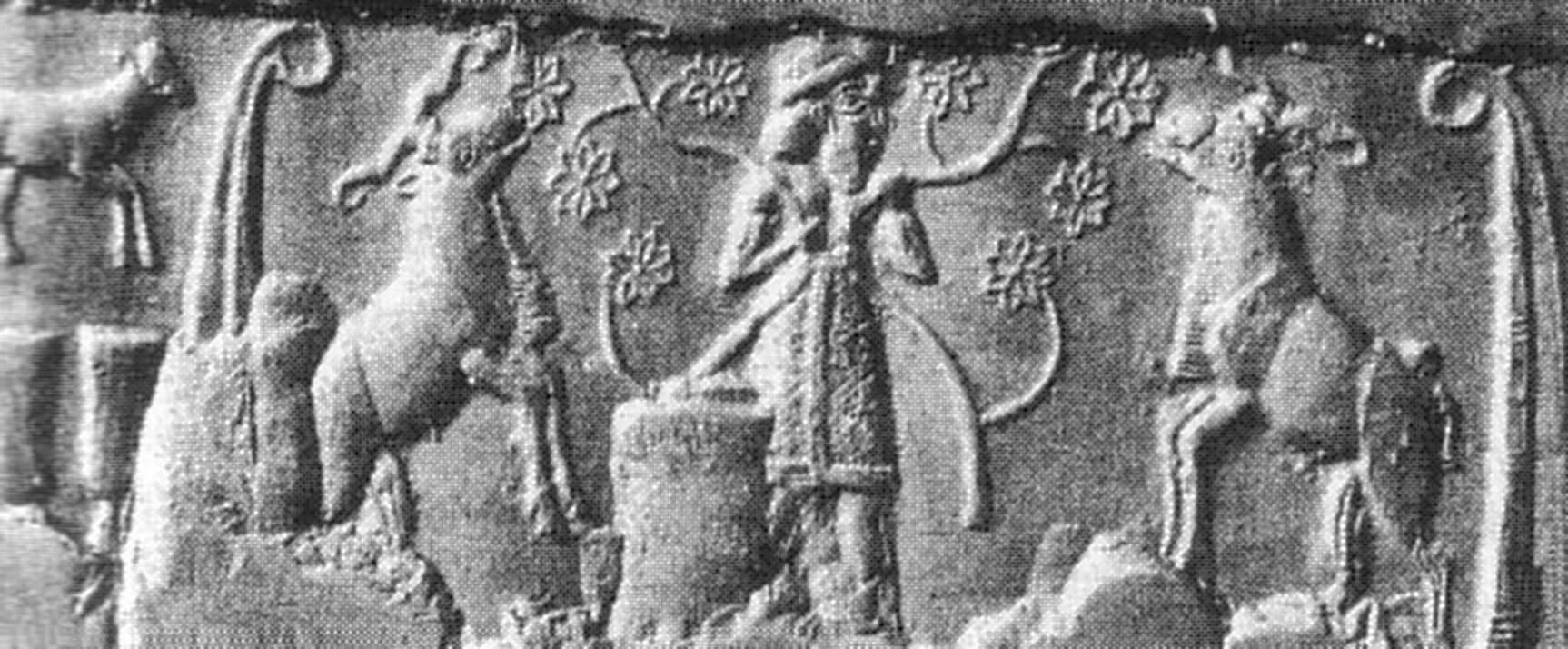
챙이 있는 모자와 긴 코트를 입은 "왕-사제"가 여신 이난나의 무리에게 먹이를 주는 모습을 보여주는 우루크의 원통 인장 인상. 두 마리의 숫양으로 상징되며 우르크 꽃병처럼 갈대 묶음으로 둘러싸여 있다. 후기 우루크 시대, 기원전 3300~3000년..

메쉬-기-앙-가세르는 우루크의 첫 번째 왕으로 기록되어 있다. 그 뒤를 엔메르카르가 따랐다. 서사시인 《엔메르카르와 아라타의 영주》는 그가 수메르 강 상류의 산이 많고 광물이 풍부한 나라인 아라타(Aratta)로 강을 건너 항해한 것에 대해 이야기한다. 엔메르카르를 이어 단편적인 전설로도 알려진 루갈반다와 어부 두무지가 뒤를 이었다.
이 왕조의 가장 유명한 군주는 두무지의 후계자이자 길가메시 서사시의 주인공인 길가메시로, 그는 루갈반다의 아들이라고 불린다. 이 문서의 고대 단편 사본은 아나톨리아의 하투샤, 이스라엘의 메기도, 이집트의 텔 엘 아마르나와 굉장히 넓은 지역에 산재하였다.

### 우르 제1왕조

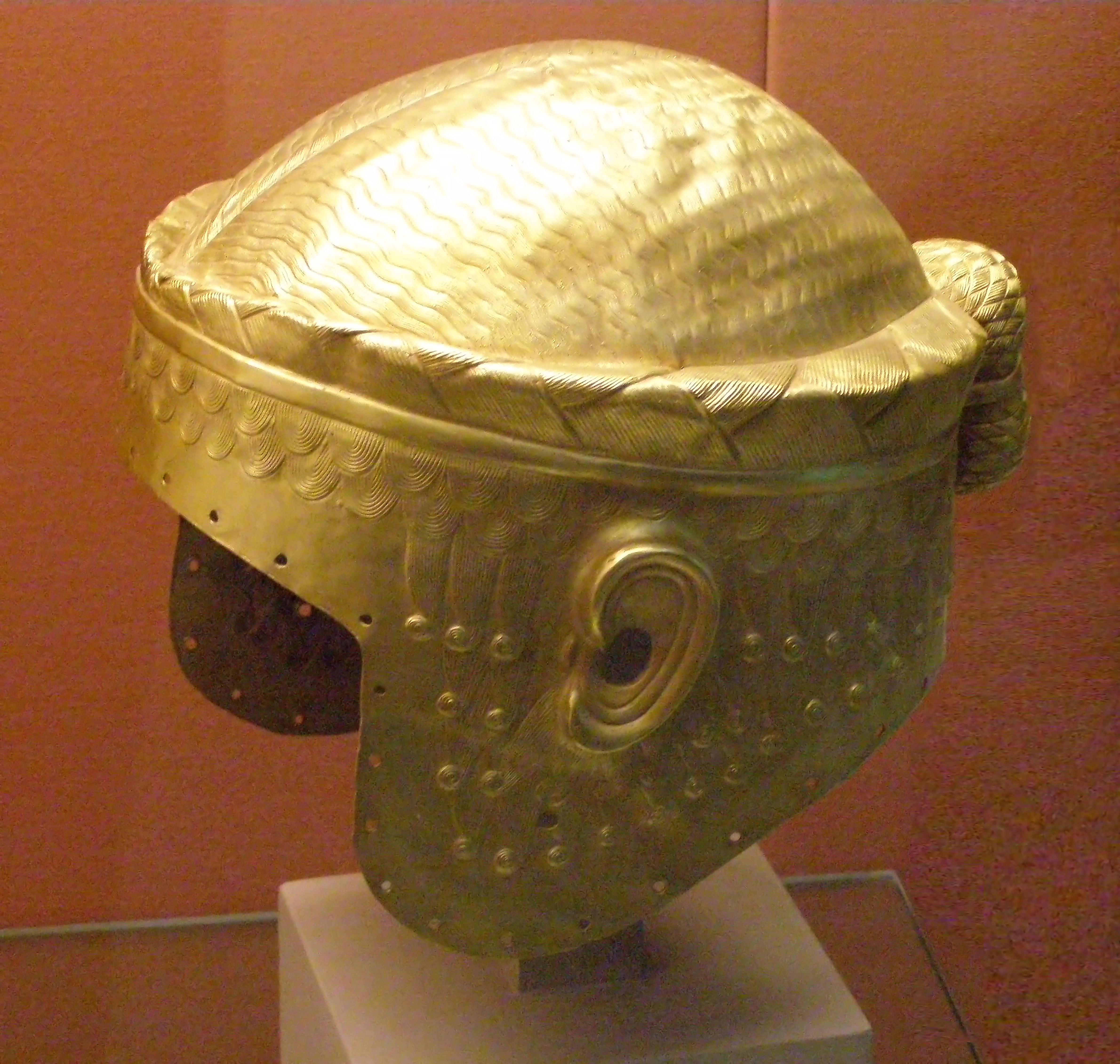
기원전 26세기 우르 제1왕조의 통치자 메스칼람두그의 황금 투구.

이 왕조는 기원전 26세기에 시작되었다. 메스칼람둑은 고고학적으로 기록된 최초의 우르시의 왕(lu=man, gal=big의 Lugal)이다. 그는 그의 아들 아카람둑(Akalamdug)이 계승했고, 아카람둑은 그의 아들 메쉬아네파다가 계승했다. 메쉬아네파다는 왕명부에 오른 최초의 우르 왕으로, 우르크의 루갈킬두를 물리쳤다고 한다. 그는 또한 키쉬를 복종시킨 후 자신을 "키쉬의 왕"이라는 칭호를 취한 것으로 보인다. 이 칭호는 이후 한동안 저명한 왕조의 많은 왕들에 의해 사용되었다.  키시의 메시림 왕은 라가시와 아다브의 비문에서 그가 그 도시에 사원을 세웠으며 그곳에서 어느 정도 영향력을 행사했다고 기술한 것으로 알려져 있다. 그는 또한 라가시의 일부 초기 기념물에서 루갈-샤-엔구르, 라가시의 엔시(대제사장 또는 총독)와 그들의 주요 라이벌인 이웃 마을 움마의 엔시 사이의 국경 분쟁을 중재한 것으로 언급되어 있다. 메실림의 위치는 불확실하다. 비문에 다른 동시 이름이 없고 왕 목록에 그가 없기 때문이다.

### 아완 왕조

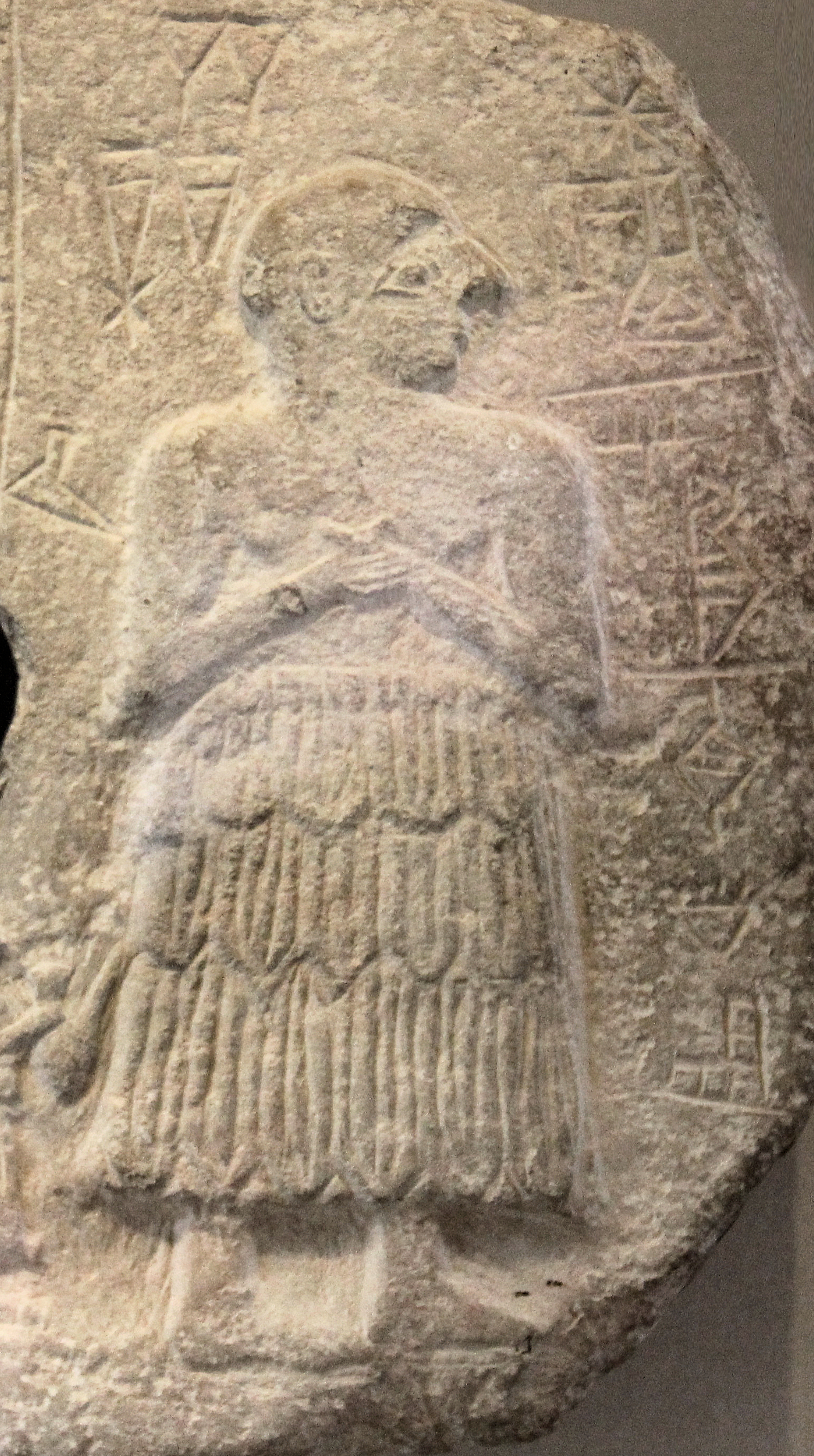
기원전 2500년경 라가쉬의 왕 우르난셰(Ur-Nanshe)의 수메르 부조.

아완 왕조는 기원전 26세기로 거슬러 올라가며, 엘람 왕조도 명확하게 언급되는 시기와 거의 같은 시기이다. 수메르 왕 목록에 따르면, 수메르의 동쪽 이웃인 엘람은 아완시를 기반으로 짧은 기간 동안 수메르의 왕권을 유지했다.

### 우르 제2왕조
엔샤쿠샨나는 기원전 3000년 후반에 우루크의 왕으로 수메르 왕 목록에 이름이 올라 있으며, 그의 통치 기간은 60년으로 나와 있다. 그는 우루크에서 루갈-키니쉐-두두에 의해 계승되었지만 패권은 잠시 라가시의 에안나툼에게 넘어간 것 같다.

#### 아다브 제국
이 기간 이후, 메소포타미아 지역은 아다브 출신의 수메르 정복자 루갈-아네-문두의 지배를 받아 우루크, 우르, 라가쉬를 통치하게 된 것으로 여겨진다. 비문에 따르면 그는 아라비아만에서 지중해까지, 그리고 엘람을 포함한 자그로스산맥까지 통치했다. 그러나 그의 제국은 그의 죽음으로 무너졌다. 왕 목록은 상부 메소포타미아의 마리가 헤게모니를 차지할 다음 도시였음을 나타낸다.

### 악샤크 왕조
악샤크 역시 푸주르-니라, 이슈 2세 및 이슈 2세의 아들 슈-센으로 이어지는 일련의 통치자들과 함께 독립을 달성한 후 키시의 제4 왕조의 통치자들에게 패배했다.

### 라가시 제1왕조
라가시 제1왕조는 기원전 25세기에 나타났다. 엔헤갈은 우루크의 속국인 라가쉬의 초대 통치자로 기록되어 있다. 그의 후계자 루갈샤엔구르는 마찬가지로 메실림의 일족이었다. 우르의 메산네파다의 헤게모니에 이어 우르난셰는 루갈샤엔구르의 뒤를 이어 라가시의 새로운 대제사장이 되었고, 스스로 칭왕할 정도로 독자적인 세력을 갖추었다. 그는 우르를 물리치고 움마의 왕 파빌갈투크를 사로잡았다. 그가 닌기르수 사원에 부착한 건물의 폐허에서 왕과 그의 아들들의 테라코타 기초 부조가 발견되었으며, 이집트 작품을 연상시키는 오닉스 판과 오닉스로 만든 사자 머리도 발견되었다. 한 비문에는 딜문(바레인)의 배들이 그에게 외국 땅에서 조공으로 나무를 가져왔다고 적혀 있다. 그의 자리는 그의 아들 아쿠르갈이 계승했다.
우르난셰의 손자 에안나툼은 우루크, 우르, 니푸르, 악샤크 및 라르사의 도시와 함께 수메르 지역 전체의 주인이 되었다. 키시 왕국 또한 그의 시대에 합병되었으나, 에안나툼 사후 다시 독립하였다. 움마는 조공국이 되었다. 움마의 시민들은 일정량의 공물이 부과되었으며, 그 곡물은 여신 니나와 신 닝기르수의 금고에 넣어져야 했다. 에안나툼의 원정은 수메르의 경계를 넘어 확장되었으며 엘람의 일부를 점령하고 페르시아만의 아즈 도시를 점령하고 마리까지 조공을 요구했다. 그러나 그가 합병한 영역에서는 종종 반란이 일어났다. 그의 통치 기간 동안 라르사와 다른 곳에서는 사원과 궁전이 수리되거나 세워졌다. 후에 니네베가 된 것으로 여겨지는 니나 마을이 재건되었고, 운하와 저수지가 발굴되었다. 에안나툼 이후 그의 형제 엔안나툼 1세가 라가시를 다스렸다. 그의 통치 기간 동안 움마는 우르룸나 아래에서 다시 한번 독립을 주장했다. 우르룸나는 라가시를 공격한 사제왕 일리로 대체되었다.
그의 아들이자 후계자인 에안나툼은 라가시의 명성을 회복했다. 움마의 일리는 그의 동맹인 루갈키니쉐두두 또는 엔샤쿠샤나의 후계자이자 우루크의 왕 목록에 있는 루갈우레의 도움으로 정복되었다. 루갈키니쉐두두는 키시와 우르도 통치한다고 주장했다. 엔테메나가 그의 신에게 바친 은병은 현재 루브르 박물관에 있다. 해당 은병의 목 주위에는 산양과 사슴을 잡아먹는 사자의 프리즈가 새겨져 있고, 병의 몸에는 라가시의 독수리 문장이 장식되어 있다. 꽃병은 높은 수준의 금세공 기술을 보여준다. 엔테메나가 바친 방해석 꽃병도 니푸르에서 발견되었다.  엔테메나 이후, 일련의 약하고 부패한 사제왕들이 라가시를 다스렸다. 이들 중 마지막 지도자인 우루카기나는 사법, 사회, 경제 개혁으로 유명했으며, 기록된 법전 중 가장 이른 것들 중 하나로 여겨진다.

### 우루크 제국
우루카기나(BC 2359~2335년경)는 무너졌고 그의 도시 라가시는 움마의 대제사장 루갈자게시에게 점령당했다. 루갈자게시는 또한 우루크와 우르를 점령하고 우루크를 수도로 삼았다. 니푸르의 엔릴에게 바친 수백 개의 돌 꽃병에 새겨진 긴 비문에서 그는 자신의 왕국이 "하부 바다(페르시아 만)에서 티그리스와 유프라테스를 따라 상해까지" 또는 지중해까지 확장되었다고 자랑한다. 그의 제국은 아카드의 사르곤에 의해 무너졌다.

## 아카드 제국
기원전 2350년경 아카드의 지도자인 아카드의 사르곤의 지도하에 메소포타미아의 권력은 수메르인들로부터 아카드인들에게 이양되었다. 사르곤은 수메르를 통일하고 이라크의 모든 도시에 대한 주권을 행사하였는데 아카드시를 제국의 수도로 삼았다. 그는 바빌론, 북부 메소포타미아, 엘람, 시리아, 팔레스타인 및 아나톨리아 일부 지역에 영향력을 확장했으며, 아라비아 만과 아와즈까지 확장되어 전 지역이 그의 통치를 받게 되었다. 이는 역사상 최초의 제국이 되었다. 교역로도 새로이 편성되었는데, 그 중 가장 중요한 것은 이라크 중부의 수도인 아카드시와 아나톨리아의 구리 광산을 연결하는 루트였다. 구리는 무기와 장비 제조에 중요한 자원이었기 때문에 이 교역로는 아카드 제국의 핵심적인 교역로가 되었다. 결과적으로 아카드어는 수메르어를 대체하였다.

### 사르곤(기원전 2371년-2316년)

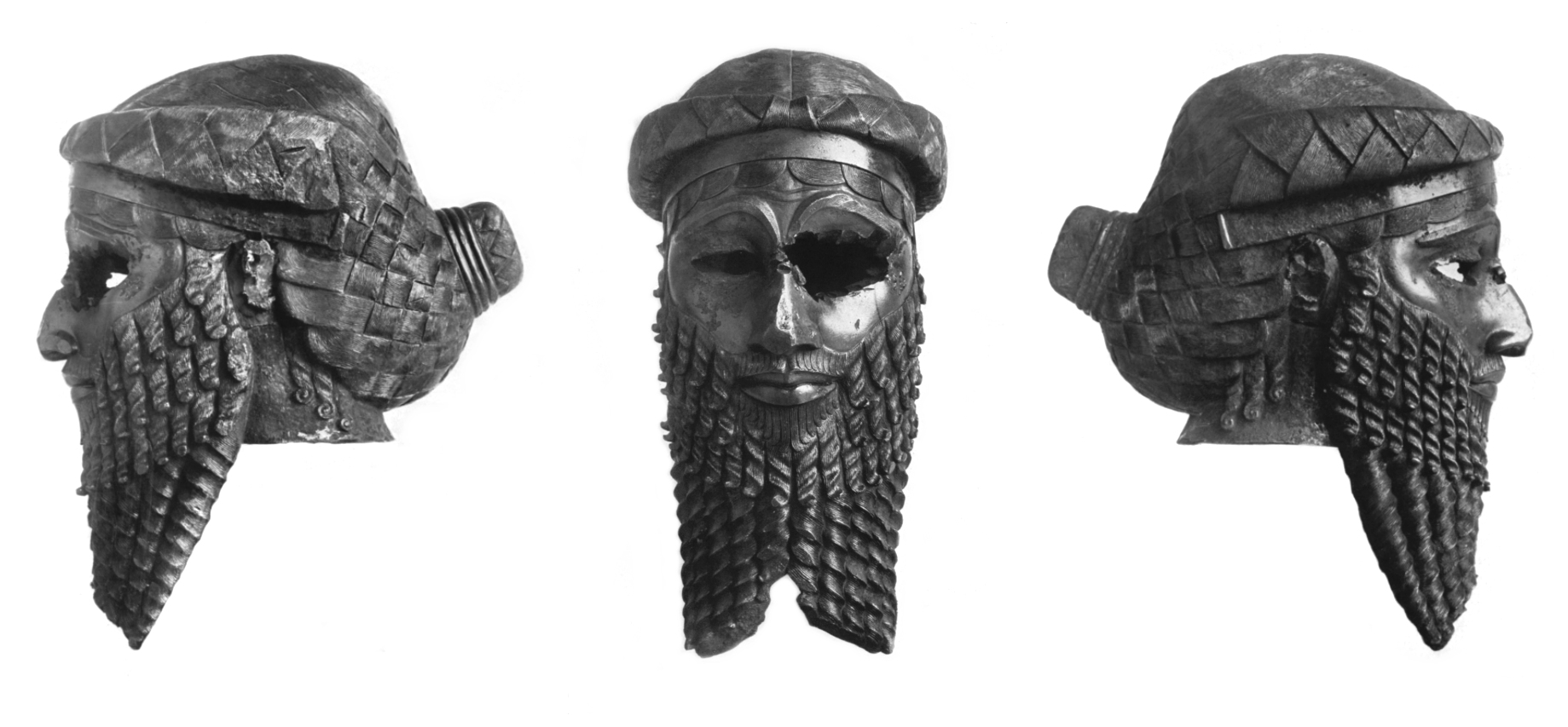
사르곤 혹은 나람신의 것으로 여겨지는 청동 두상

사르곤은 56년 동안 통치하면서 백성에게 번영을 가져오고, 도처에 안전을 확립하고, 지식, 과학, 예술, 글쓰기를 전파했다. 설형문자 아카드어로 쓰여진 점토판은 아나톨리아와 엘람의 먼 식민지에서도 발견되었다. 사르곤 통치기에 더욱 발전된 미술 양식도 나타났다. 이라크박물관에는 니네베에서 발견된 실물 크기의 청동두상이 전시되어 있다. 이 청동두상은 사르곤 혹은 그의 손자 나람신을 묘사한 것으로 여겨진다.
사르곤이 죽은 뒤 그의 두 아들 리무쉬와 만슈투수가 뒤를 이었고, 그들 각자는 그의 손자 나람신이 권력을 잡을 때까지 광대한 제국의 존재를 유지하기 위해 최선을 다했다.

### 리무쉬(기원전 2315년 ~ 2307년)

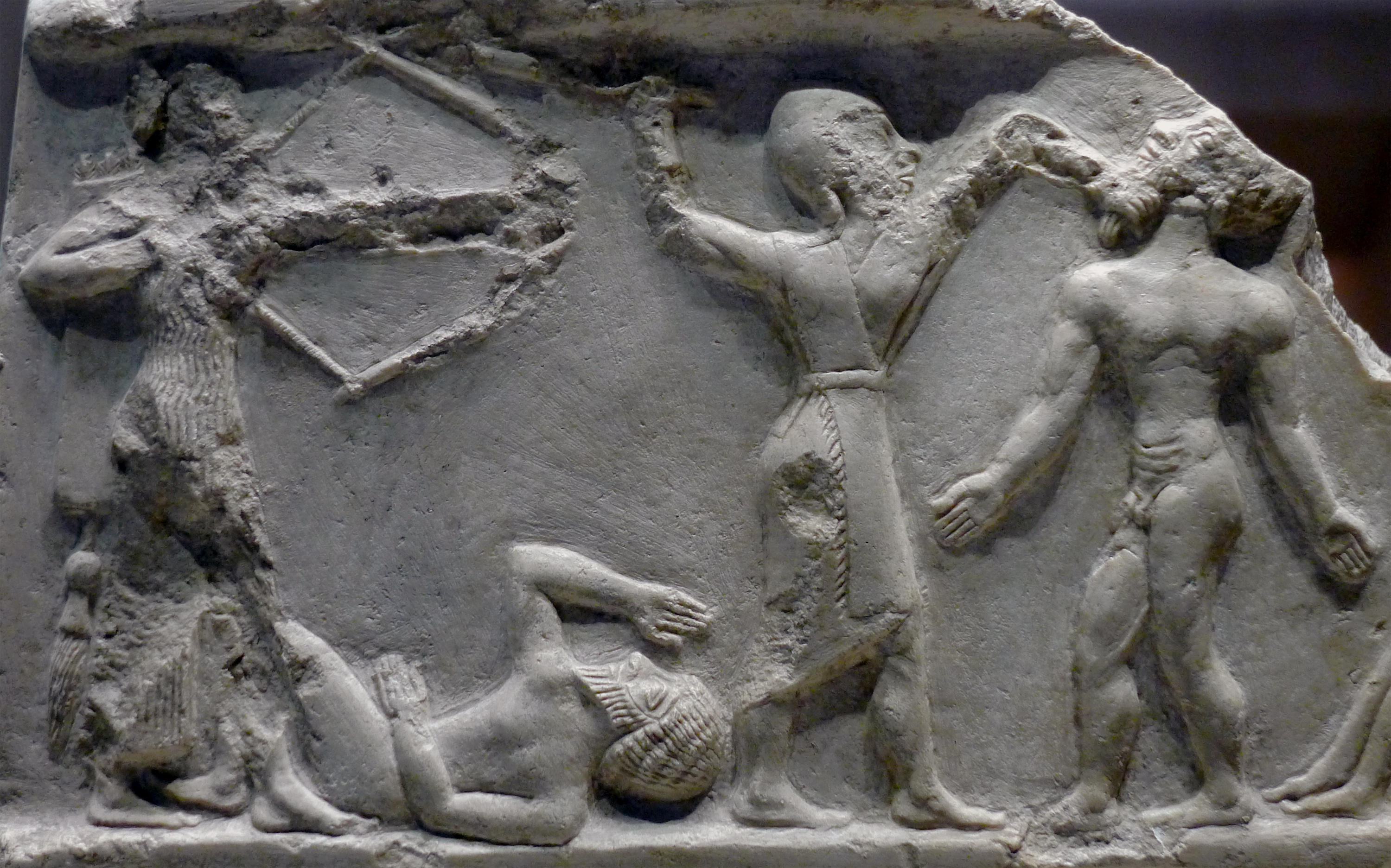
기원전 2300년경 적을 학살하는 아카드 군인들. 리무쉬의 승전비에서 떨어져 나온 것으로 추정..

리무쉬는 사르곤의 막내아들로 아버지를 직접 계승하여 9년 동안 통치했는데, 이름은 '오리의 뱀' 또는 '아카드의 뱀'을 의미하는 것으로 여겨진다. 그의 비문에서는 그는 상해(지중해)와 하해(아라비아 만)의 왕으로 묘사되었다. 그의 통치 기간 동안 제국이 확장되며 많은 국가와 민족이 제국에 병합되었는데, 이에 따라 내부에서 독립을 주장하는 반란세력들도 나타났다. 이들 중 가장 주된 인물은 엘람의 왕 아발가마쉬였는데, 리무쉬 황제가 그의 움직임을 진압하고 그를 붙잡아 시파르에 있는 태양의 신전 앞으로 끌고 가서 엘람의 나머지 도시들을 두 번 정복하였다.
리무쉬는 수메르인을 폭력적으로 대했다. 그는 아카드어를 국가 행정의 기초로 만들었으며, 유화정책으로 엔릴신에게 수메르 사람들을 위해 수메르어로 새겨진 동상을 세우기도 하였다. 그러나 왕실 내에 리무쉬가 펼친 수메르인 탄압 정책을 비난하는 사람들도 있었고, 결국 리무쉬가 암살되어 그의 동생 마니쉬투슈가 그를 이어 권력을 잡았다.

### 마니쉬투슈 (기원전 2306년 ~ 2262년)
마니쉬투슈는 동생 리무쉬 사후 권력을 잡았지만, 왕위에 올랐음에도 불구하고 형의 통치 기간에 독립한 수메르 도시들과 그 직전에 독립한 엘람 도시들을 함락시키지는 못했다. 기원전 2262년에 사망하여 그의 아들 나람신이 뒤를 이었다.
마니쉬투슈의 형과는 정반대로 수메르인과 엘람인 사이의 평화 정책을 펼쳤다. 그 결과, 확실한 안정과 예술적, 상업적, 문화적 결실을 거둔 통치자로 평가받는다. 그의 통치기에 전투는 단 한 번 바다 너머 도시의 여왕 32명이 그에게 반역을 선언했을 때 이들을 정복하며 일어났다. 이 전쟁에서도 그들을 복속시키는데 성공하였다. 마니쉬투슈의 농업정책은 시파르시에 세워진 섬록암 오벨리스크에서 엿볼 수 있는데, 그는 키쉬와 우마를 포함한 여러 수메르 도시에서 광범위한 농경지를 사들였다. 그의 정복은 아라비아만 지역에서 강력하게 활동했던 엘람에 맞서 아카드 통치를 강화하는 것을 목표로 했으나 상기했듯 이를 군사적으로만 성취하고자 한 것은 아니었다.
마니쉬투슈 시대의 아카드 제국은 수평으로는 이집트에서 인도까지, 수직으로는 크레타에서 아라비아 만과 아라비아 반도 북쪽까지 뻗어 있다는 점에서 알렉산드로스 대왕 치하의 마케도니아 제국을 2천 5백년 앞서 실현했다고 표현되곤 하지만 역사학계에서 크게 주목받아오지는 못했다. 그의 시대에 문자체계, 채광기술, 건축기술 등을 포함하여 태양 숭배, 조각 예술, 댐과 운하 건설기술, 아마포 직조, 보석 예술, 사후세계를 위한 봉헌물을 갖춘 무덤, 무기, 도구 농업, 건설기술 등이 평화로운 방법으로 각국에 전파된 것으로 여겨진다.

### 나람신(기원전 2291년 ~ 2255년)

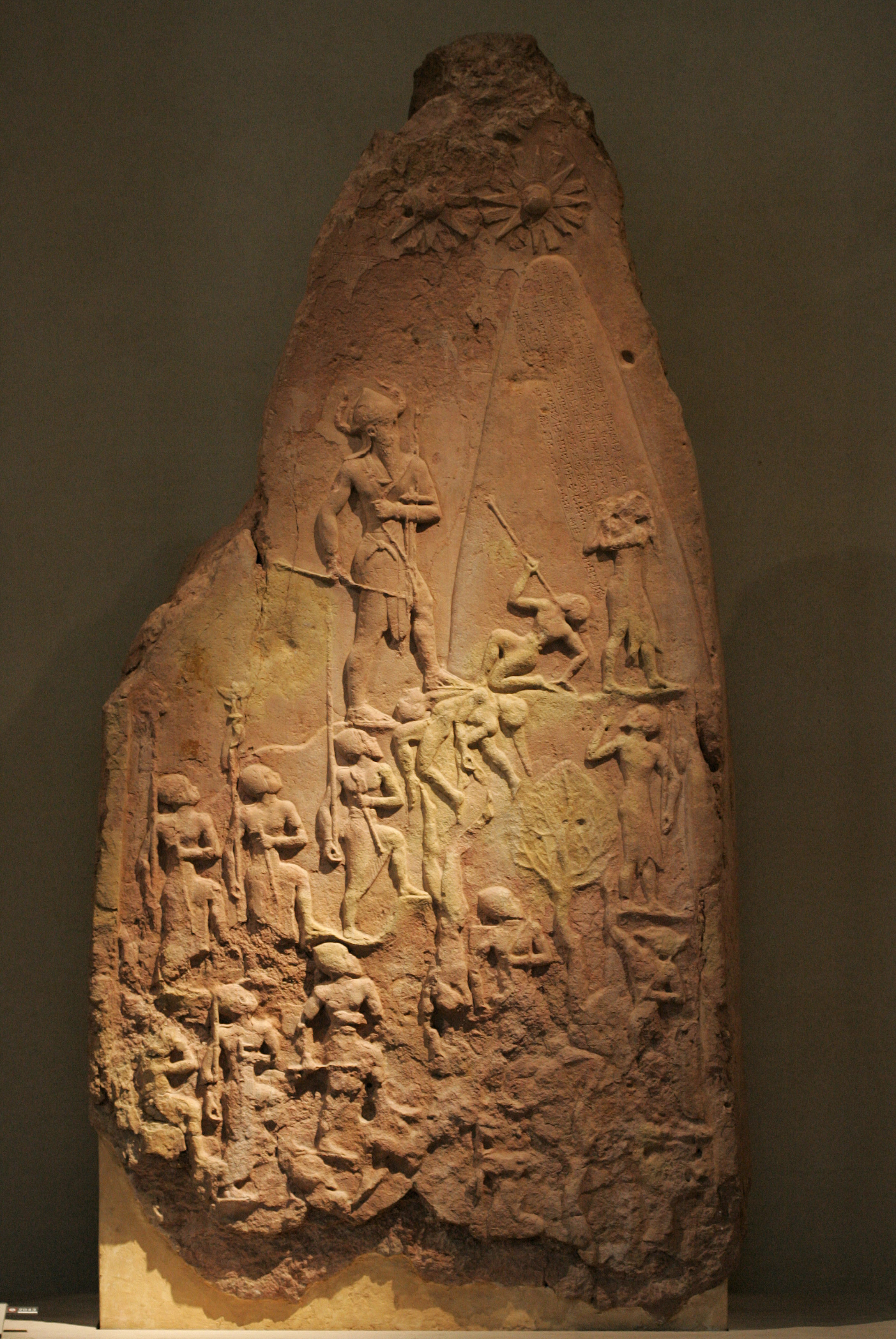
나람신 승전비, 기원전 2260년 자그로스에 대한 승리를 기념하기 위해 세워졌다. 나람신은 신성의 상징인 뿔이 달린 투구를 쓰고, 자신의 우월성을 강조하기 위해 다른 사람에 비해 크게 그려져 있다. 기원전 12세기에 전쟁 전리품으로 시파르에서 수사로 옮겨졌다.

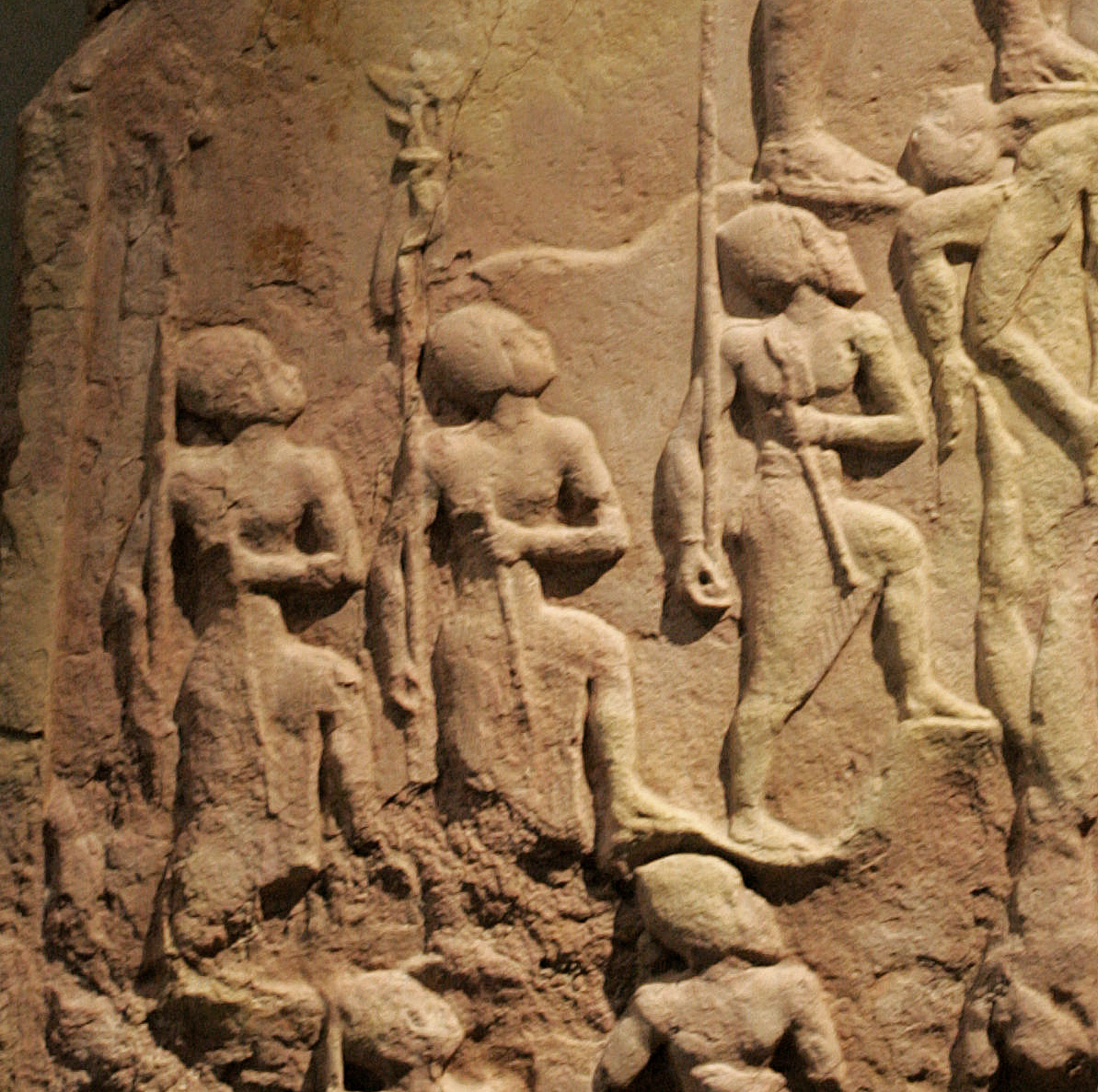
나람신 승리비에 있는 아카드 제국 군인들, 기원전 2250년경

나람신은 할아버지 사르곤의 통치 하에 있던 나라들을 재정복하였다. 더 나아가, 자그로스 산맥의 룰루비 지역과 같은 산악 지역을 추가로 합병하였고 엘람인들을 정복했다. 그가 거칠은 산악 지역에서 군대의 선두에 서 있는 모습을 묘사하는 오벨리스크가 루브르 박물관에 전시되어 있다. 이는 프랑스 사절단이 반세기 전 수사에서 발견한 것이다. 나람신은 많은 도시를 개척하였고 국가의 조직을 정비했으며, 그의 할아버지 사르곤이 발표한 통일 법률을 따랐다. 비옥한 초승달 지역 전체에서 아카드어가 지배계급의 공용어로 사용되게 하였다. 37년의 통치 후 그의 아들이 권력을 잡았다.

### 샤르칼리샤리 (기원전 2230년 ~ 2254년)
샤르칼리샤리는 광대한 제국을 보존하는데 실패했다. 중앙의 정치력이 미치지 않는 먼 지방이 먼저 독립해 나갔고, 동부 산맥의 주민으로 알려진 구티족이 이사해 나갔다. 수메르인들 역시 아카드의 지배에서 벗어날 길을 도모하였다. 1년 후 샤르칼리샤리가 죽은 후 약한 왕들이 권력을 잡았는데(기원전 2198-2195년) 이 때 대부분의 지방이 떨어져나갔고 우루크와 같은 일부 수메르 도시들도 독립하였다. 왕위가 계승된 후에도 혼란으로 인해 누가 왕으로 즉위했는지 사람들이 알아보기 어려웠다는 기록이 있다. 마침내 구티인들이 산악지대에서 기어나와 국토의 중앙으로 이주해 아카드와 수메르 땅을 정복하고 도시들을 파괴하여 아카드 제국은 멸망하였다.

### 세 명의 약한 왕 (기원전 2192년 ~ 2154년)
이룰루, 두두, 초도롤의 세 왕은 아카드 제국 최후의 왕들이다. 그들의 쇠퇴는 38년 동안 계속되었고, 그 기간 동안 구티족은 아카드 도시들을 침공했고, 아카드 사람들의 지배를 받은 모든 도시와 민족은 분리되었다. 구티족에 의해 아카드 제국은 멸망했다.

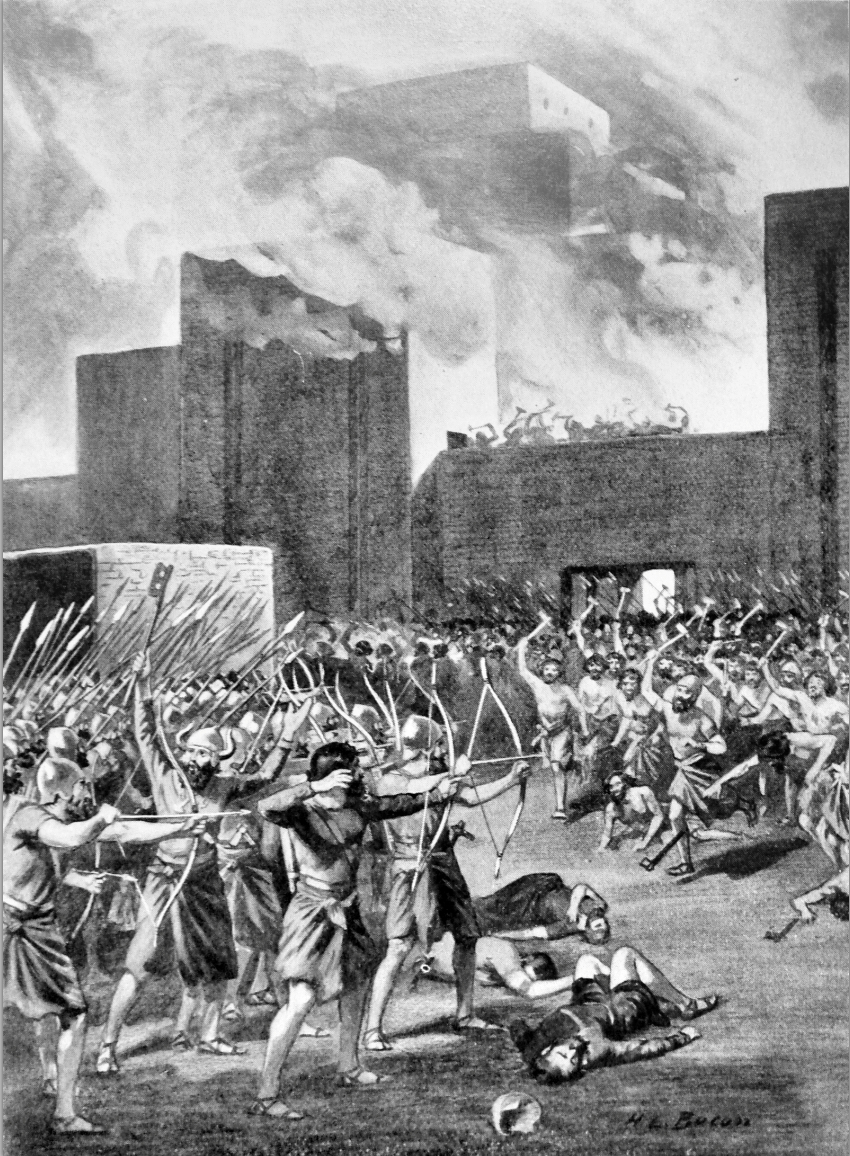
아카드인들이 그들의 도시 밖에서 저항하고 있는 동안 구티족은 이들의 도시를 점령하였다.

### 아카드 왕조의 종말
아카드 제국은 건국 후 180년 이내에 아마도 기원전 22세기에 멸망하여 우르 제3왕조까지 눈에 띄는 제국의 권위가 없는 "암흑 시대"로 이어졌다.

## 수메르 르네상스

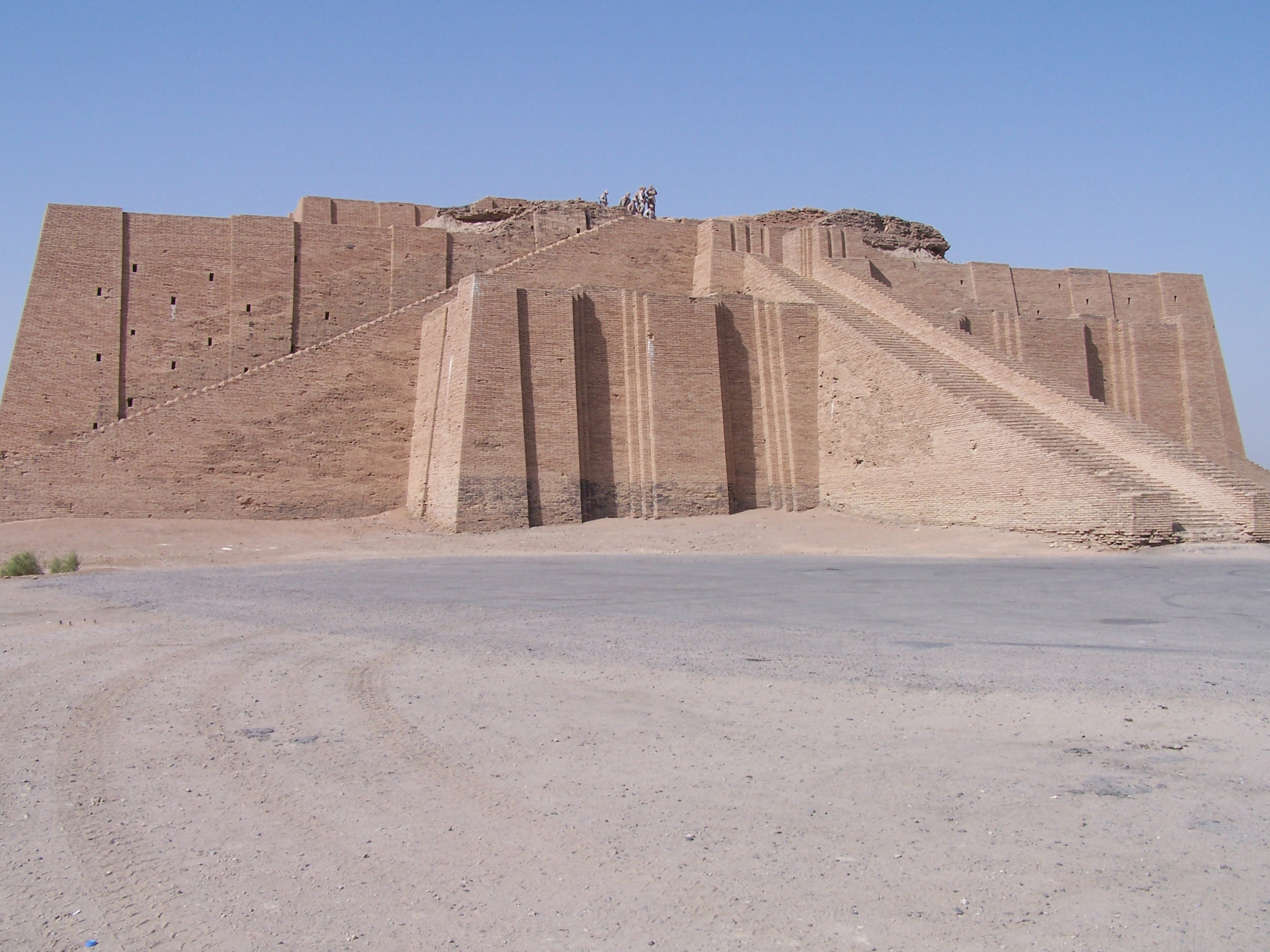
우르의 지구라트는 우르 제3왕조때 세워졌다.

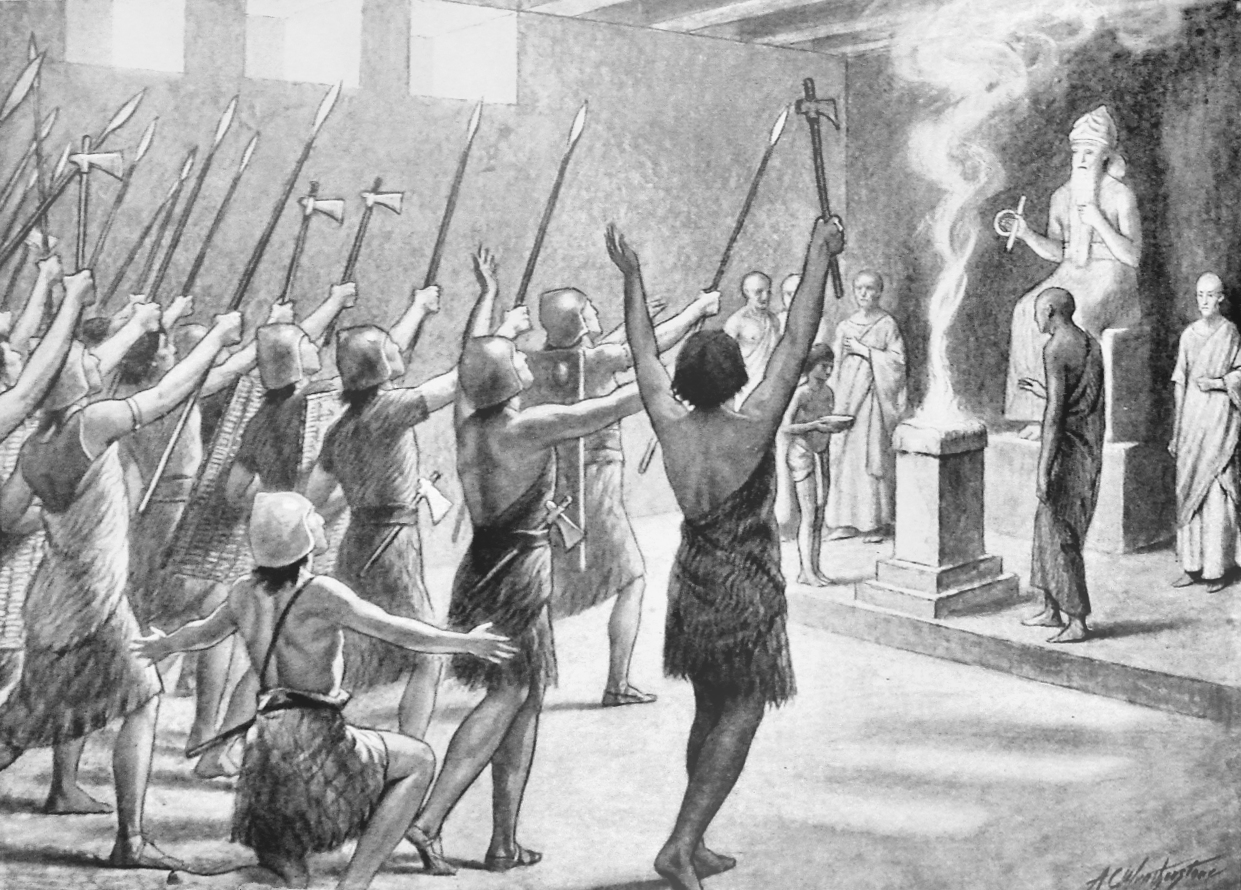
수메르 도시 우루크의 왕자 우투헤칼이 구티 왕 티리간에게 승리를 기원하고 있다.

### 우투헨갈의 혁명
아다브에 수도를 둔 구티족은 아카드 제국을 해체시켰지만, 아카드 제국의 모든 도시를 정복하는데 성공하지는 못했다. 특히 메소포타미아 남부에서는 아카드 문명이 계속 이어졌는데, 제국의 황도였던 아카드 역시 완전히 정복되기 전까지 30년간 지역에 영향력을 행사하였다. 아카드가 함락된 후에는 이전처럼 우루크가 헤게모니를 가져가게 되었다. 우루크의 왕자 우투헨갈은 기원전 2050년경에 구티족의 영향력을 메소포타미아에서 제거하고, 과거 아카드 황제의 칭호이자 구티족의 왕이 찬탈하였던 칭호인 '네 지방의 지배자'라는 칭호를 가져가게 되었다.

### 우르 제3왕조 (기원전 2112년 ~ 2004년)
구티족을 쫓아낸 우투헨갈에 이어 장군이었던 우르남무가 왕위를 이었다. 우르남무는 우르, 니푸르 등을 점령하고 수도를 우르로 옮겼는데, 이 왕조를 우르 제3왕조라고 부른다. 우르남무는 전투에서 라가쉬의 통치자를 격파하고 왕을 죽임으로써 전사왕으로서 두각을 나타냈다. 이 전투 이후 우르남무는 '수메르와 아카드의 왕'이라는 칭호를 얻은 것으로 보인다.
신수메르 제국에 대한 우르의 지배력은 우르남무 법전에 의해 강화되었는데, 이는 아마도 몇 세기 전 라가쉬의 우루카기나 법전 이후 처음 세워진 법전일 것이다.
기원전 3천년기의 마지막 세기에 우르의 왕들은 왕국 국경 주변에서 여러 차례 갈등을 벌인 것으로 여겨진다. 이러한 갈등은 아카드의 영향을 받은 것으로 여겨진다. 왕들이 군대를 어떻게 조직했는지에 대한 증거가 거의 없기 때문에 방어군이 왕국 중앙에 있었는지 아니면 왕국 밖에 있었는지는 알 수 없다. 그러나 왕조의 두 번째 통치자인 슐기가 어느 정도 국가를 확장시키는데 성공했다는 것이다. 그의 세 후계자들은 이러한 일을 계속했지만 시간이 지나면서 정복활동은 중단되었다.

우르 III 제국과 그 영향권을 보여주는 지도

우르 확장이 가장 절정에 이르렀을 때 그들은 아나톨리아 남동부(현대 터키)에서 페르시아 만의 이란 해안까지 영토를 차지하였다. 우르 제3왕조의 군대가 어떻게 보물을 탈취하고 많은 승리를 거둔 후 왕국으로 가져왔는지 설명하는 수백 개의 문서가 남아있다. 일부 문헌에서는 슐기의 정복이 가장 광범위했던 것으로 나타난다. 우르의 왕과 사원은 주로 전쟁의 전리품으로 이익을 얻었을 가능성이 높다.

### 정치 조직
우르 제3왕조의 왕이 통치하는 땅은 각각 총독(엔시라고 함)이 통치하는 여러 속주로 나뉘었다. 이들 중 지방의 안정이 특별히 필요한 속주에는 군 사령관이 통치에 더 많은 권한을 가졌다.
각 지방에는 지방세를 수도로 보내는 발라라는 이름의 조기구가 설치되었다. 세금은 농작물부터 가축, 토지까지 다양한 형태로 납부될 수 있었다. 그런 다음 정부는 사원에 자금을 지원하고 궁핍한 사람들에게 식량을 배급하는 등 필요에 따라 물품을 배분하였다.

### 니푸르
니푸르는 우르 제3왕조의 중심지 중 하나였다. 니푸르는 모든 신들의 군주인 엔릴의 신전이 있는 곳으로, 메소포타미아의 종교 중심지로 여겨진다. 이곳은 엔릴 신이 왕의 이름을 말하고 왕을 그의 현신으로 부르던 곳이다. 우르의 왕들은 이를 통해 자신의 권력을 정당화하였다. 니푸르는 또한 도시 근처에서 발견된 일부 명판에 따르면 사람들이 자주 논쟁을 벌였던 곳이다. 그러나 니푸르는 통치시설이나 군사시설로서의 지위가 없었기 때문에 정치적으로 얼마나 중요한 도시였는지는 논하기 어렵다. 니푸르가 왕에게 실질적인 정치적, 군사적 이점을 전혀 주지 않았다는 사실을 두고 일부 학자들은 니푸르가 우르 제3왕조에 의해 무력으로 정복된 도시가 아니었다고 주장하기도 한다. 니푸르는 이러한 실용적인 지위보다도, 주로 국가의 문화적 역사적 중심지로 여겨졌다. 그런 까닭에 이 도시를 무력으로 정복하면 메소포타미아 전체의 반발을 살 것으로 여겨졌다. 또한 니푸르는 성지로 여겨졌기 때문에 수많은 전쟁에서 화를 입지 않고 건재할 수 있었다.

### 예술과 문학

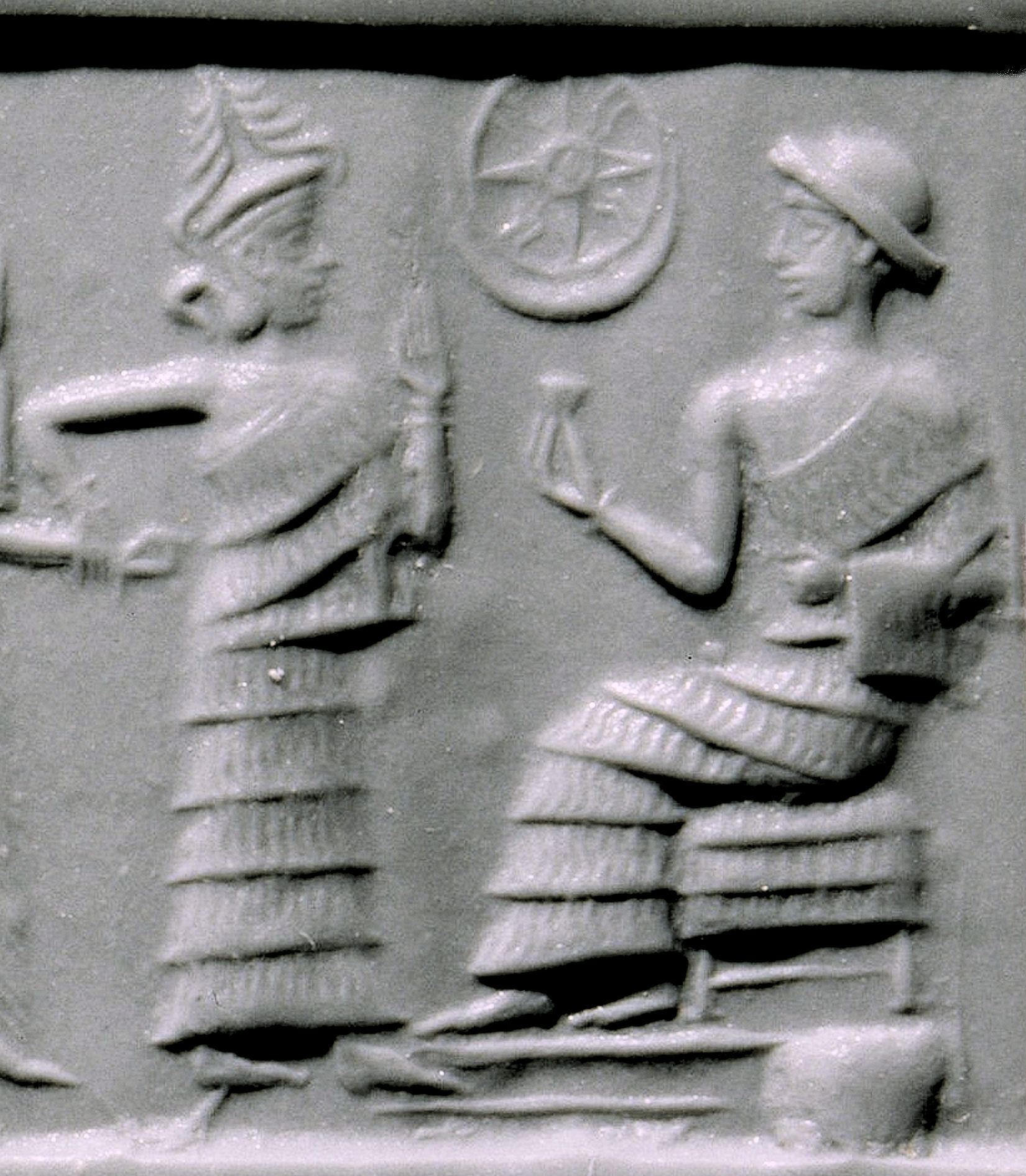
우르 3왕조의 마지막 왕 입비신 왕(기원전 2028년경~2004년)이 즉위함.

수메르어가 법률, 행정, 경제 문서 등 통치계급의 언어로 사용되시작하였으나 , 실질적으로 과거 수백년간 공용어로 사용되었던 아카드어의 지위를 완전히 쫓아내지는 못했다. 이 시기에 세워진 새로운 도시들에도 수메르식 이름이 아닌 아카드식 이름이 붙여졌다. 다만 수메르어가 통치계급의 언어로 사용됨에 따라, 수메르어 사용을 촉진하기 위한 여러가지 정책이 펼쳐졌다. 대표적으로 관료들은 오직 수메르어 교재만을 사용하는 학교를 다녀야 했다
우루크의 길가메쉬 서사시 역시 이 시기에 수메르어로 처음 집대성되었다고 보는 학자들이 있다. 우르 제3왕조는 실질적인 기원을 우루크에 두고 있는 만큼, 그들의 역사적인 뿌리를 우르크에서 찾았다. 이런 맥락에서 길가메쉬 서사시 역시 집대성되었다고 보는 것이다.

### 우르 제3왕조의 몰락

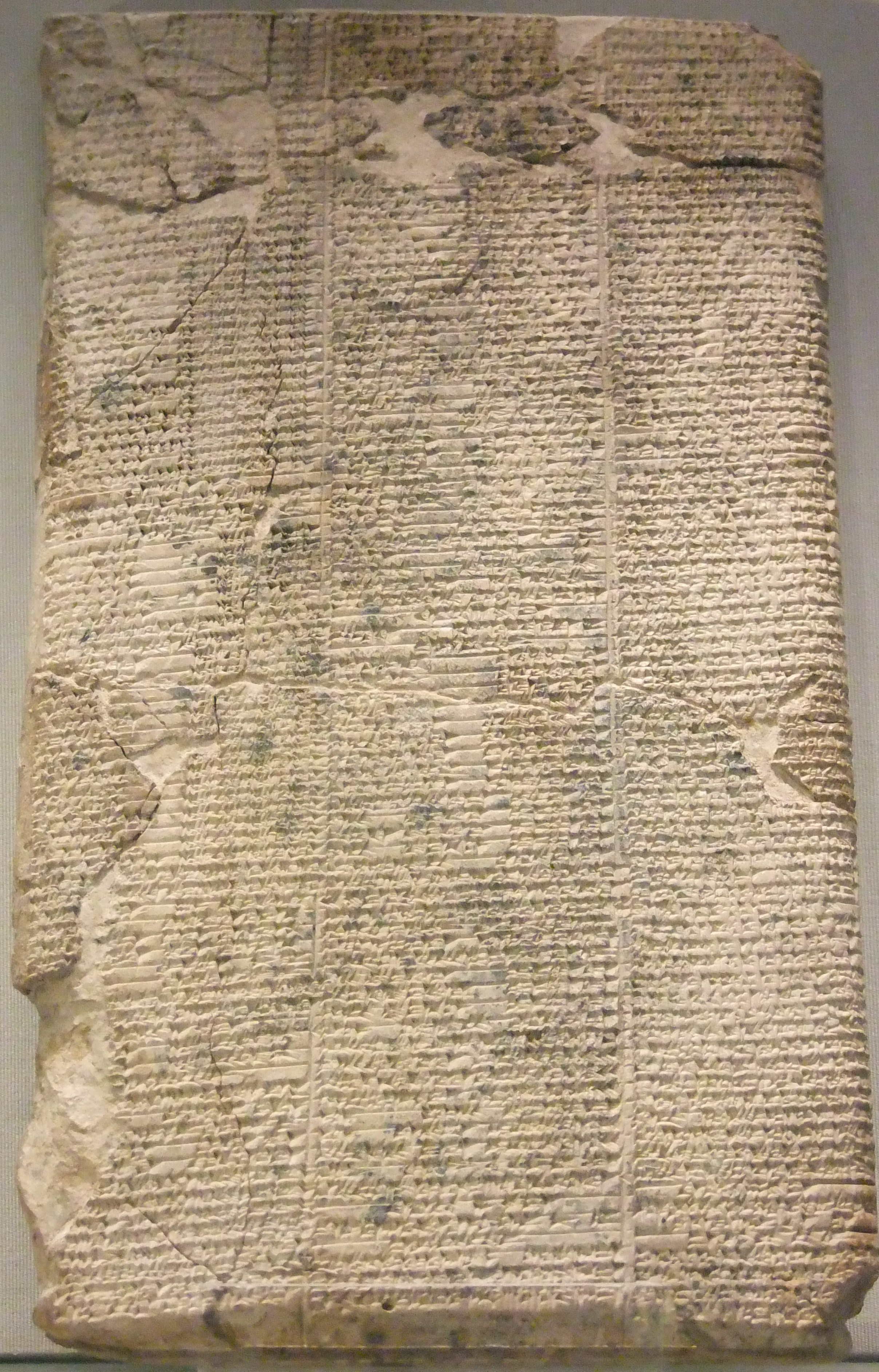
우르가 엘람인들에게 함락된 것을 기념하는 우르를 위한 애가.

기원전 21세기에 입비신은 엘람으로 군사를 보냈지만, 엘람을 정벌하는데 실패하고 돌아왔다. 기원전 2004/1940년(각각 중기/단기 연대기)에 엘람인들은 수사 사람들과 동맹을 맺고 엘람인 시마시키 왕조의 왕인 킨다투가 이끄는 엘람인들이 우르를 포위하여 초여름에는 우르를 약탈하였다. 입비신이 포로로 잡혀 감에 따라 우르 제3왕조가 멸망하였다. 이후 엘람인들은 21년 동안 무력으로 이 지역을 통치하였다.

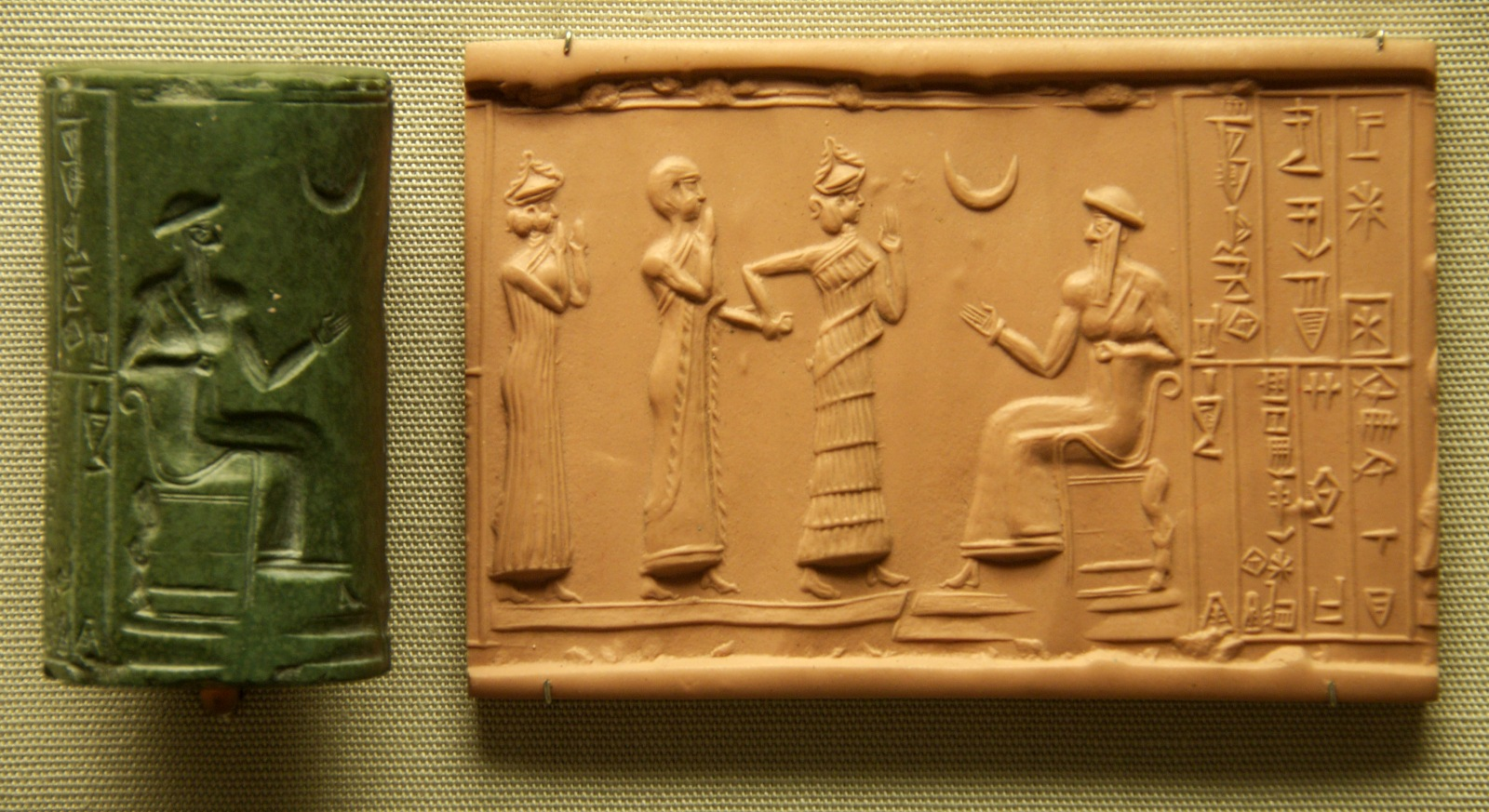
기원전 2047년 우르 제3왕조의 창시자인 즉위 왕 우르남무가 원통형 인장에 새겨져 있다. 그의 이름은 오른쪽 상단 모서리에 세로로 표시된다. (𒌨𒀭𒇉)

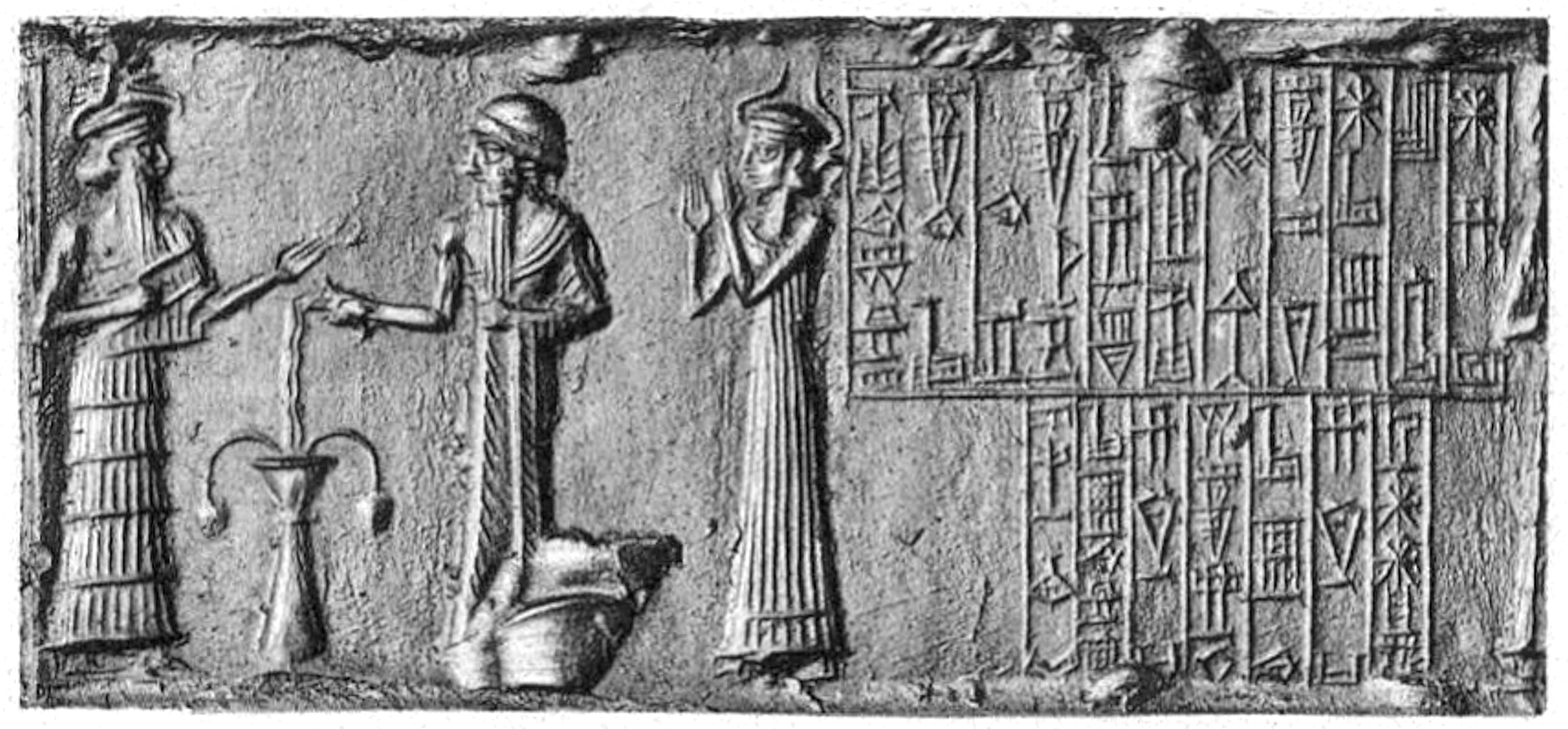
슐기왕의 원통 봉인

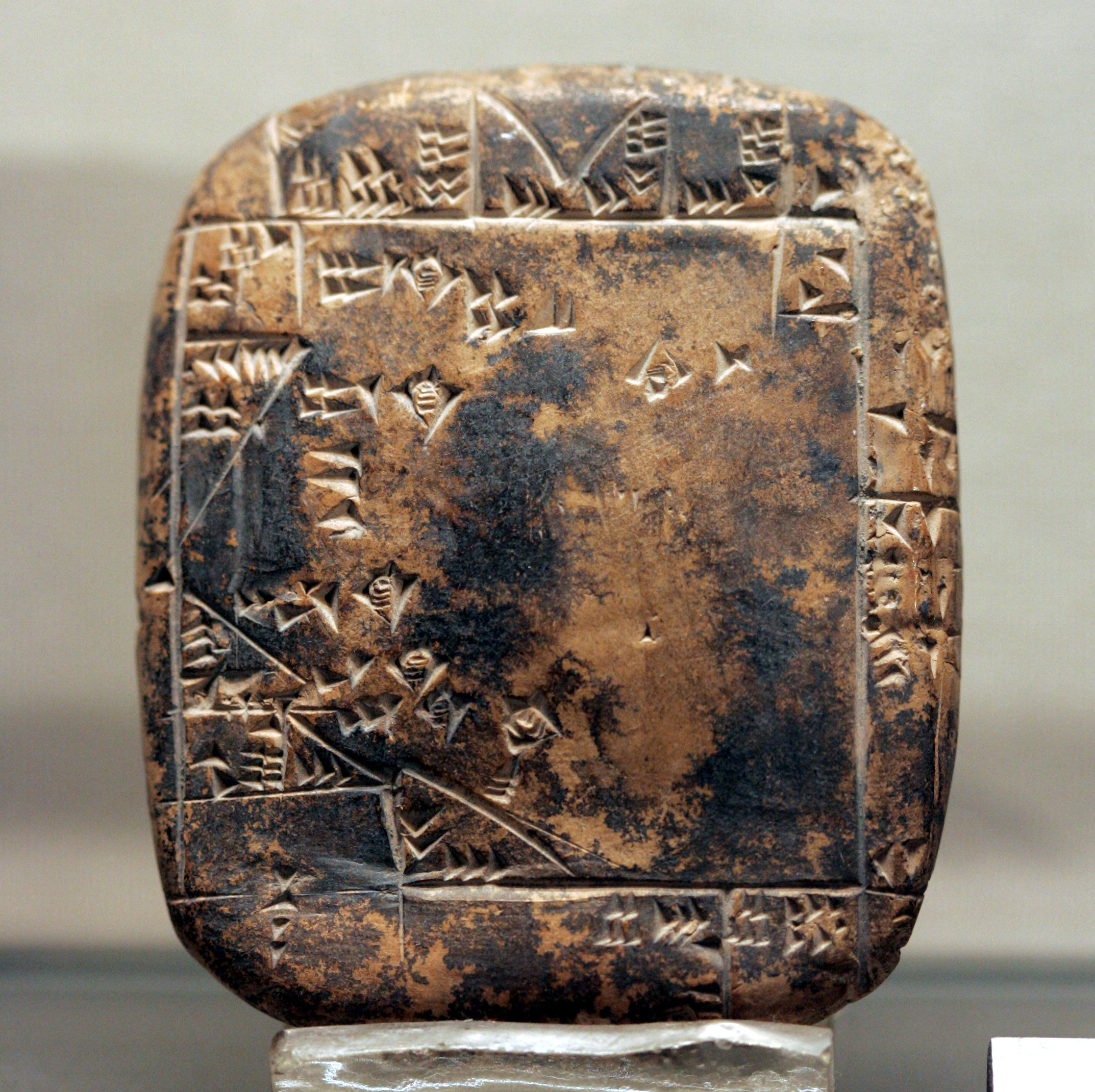
부품 표면 표시가 포함된 움마 시 부동산 계획. 우르 제3왕조

## 고대 바빌로니아 제국
우르 제3왕조가 무너지고 엘람인들이 그 나라에서 철수한 후 여러 도시에 여러 국가가 형성되었는데, 하나는 이신에, 다른 하나는 라르사에, 세 번째는 바빌론에 세워졌다. 우루크, 에슈눈나, 앗시리아가 독립하여 마리라는 도시에 독립 왕조가 통치하게 되었고, 이들 국가 간 권력 독점을 둘러싸고 치열한 갈등이 약 100년 동안 지속되다가 1900년에 바빌론의 승리로 전쟁이 종결되었다. 나머지 왕자들을 제거하고 메소포타미아를 통합하여 즉위한 왕은 바빌론의 여섯 번째 왕인 함무라비이다.

### 함무라비 왕

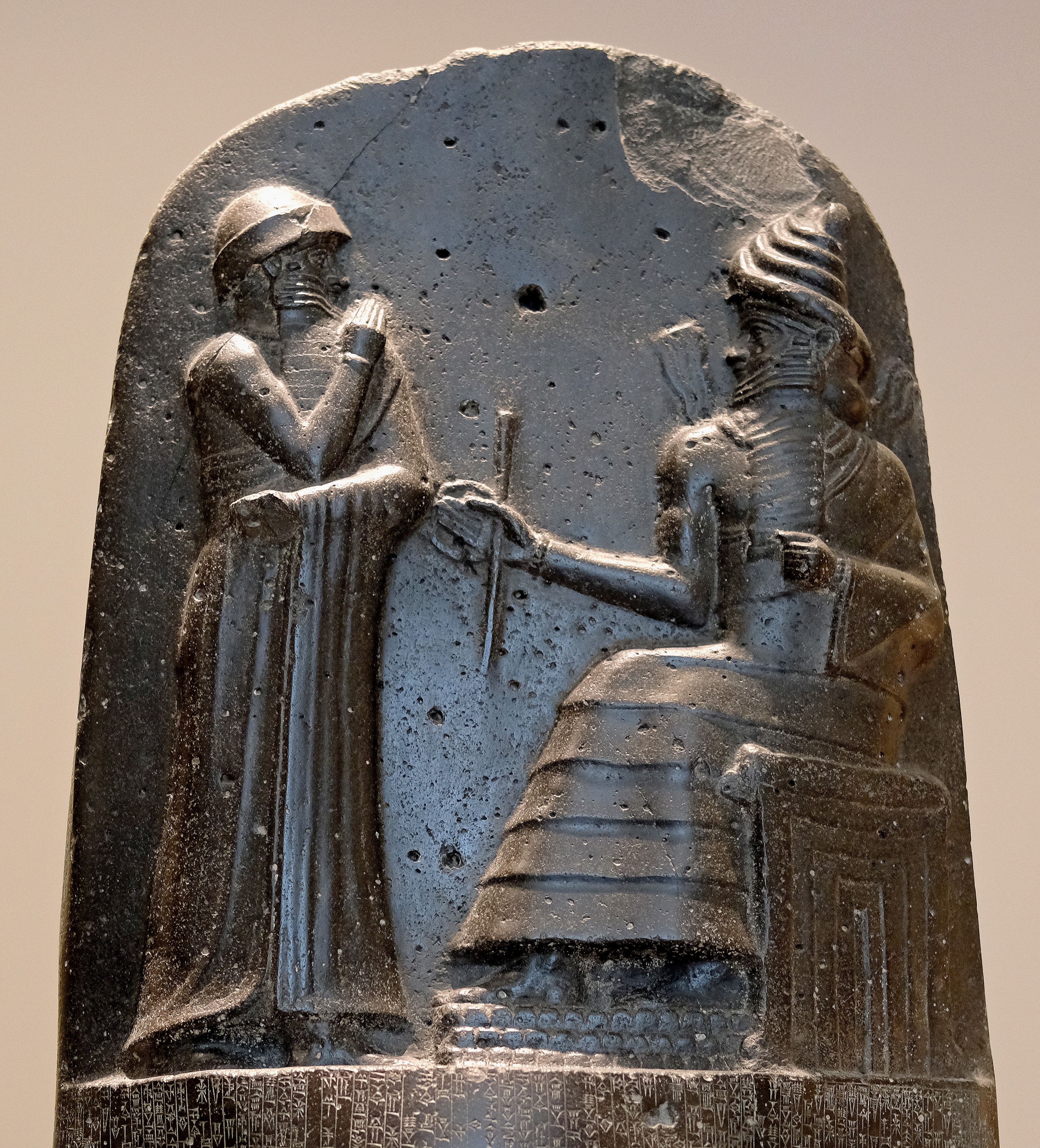
샤마시(혹은 마르둑)로부터 왕실 휘장을 받는 것으로 묘사된 함무라비(서 있는 모습). 함무라비가 기도의 표시로 입을 막고 있는 모습 (함무라비 법전 비석 상단의 부조).

고대 바빌로니아 제국의 여섯 번째 아모리족 왕으로 기원전 1792년부터 1750년까지 통치했다. 그의 아버지 신 무발리트는 건강 악화로 인해 퇴위하였다. 그의 통치 기간 동안 그는 도시 국가인 라르사, 에슈눈나, 마리를 정복했다. 그는 아시리아 왕 이스메다간 1세를 축출하고 그의 아들 무트아쉬쿠르에게 조공을 바치도록 강요하여 거의 모든 메소포타미아를 바빌론의 지배하에 두었다. 이로써 그는 통일왕조의 왕이 되었다.
역사상 가장 오래된 법전이자 가장 유명한 법전 중 하나인 함무라비 법전은 바빌로니아 초대왕조의 것이다. 이 법전은 2.25미터 크기의 섬록암 비석에 설형 문자로 기록되어 있다. 법전의 꼭대기에는 태양신 샤마쉬로부터 왕권을 받는 바빌로니아 왕이 묘사되어 있다.
함무라비는 법전에 기록된 법을 제시하기 전에 "마르둑 신이 나에게 이 땅의 사람들이 적절한 행동을 하기 위해 올바른 길을 제공하라고 명령했을 때 나는 이 땅의 선언으로 진리와 정의를 확립하였으며, 국민의 복지를 높였다."라는 서문을 제시한다. 이후 범죄에 대한 정당한 처벌에 관한 법률을 자세히 설명하고 백성이 준수해야 할 규칙을 기록하였다.
함무라비 왕 30년에 그는 림신 1세로부터 라르사를 정복하여 니푸르, 우르, 우루크, 이신 등 부유한 도시 중심부를 장악했다. 함무라비는 남부 메소포타미아를 장악하고 바빌론을 자신의 제국의 중심으로 삼는 데 성공했기 때문에 바빌로니아 제1왕조의 가장 유명한 왕 중 한 명이 되었다. 그 후 바빌론은 천년 넘게 메소포타미아를 지배하였다.

### 함무라비의 후계자
함무라비의 뒤를 이은 왕들에 대해서도 알려진 바가 거의 없다. 삼수일루나에서 삼수디타나까지의 왕의 행적은 기록이 거의 없다. 지금까지 전해지는 것은 삼수일루나가 라르사의 림신 2세를 물리치는 데 성공했지만 그럼에도 불구하고 바빌론 정복 땅의 주요 부분을 잃었다는 것뿐이다. 함무라비 이후의 군주들은 남겨진 바빌로니아 영토의 중심부에 대해서만 통치력을 펼쳤다. 삼수일루나를 계승한 왕들도 비슷한 혼란에 직면하였다.
바빌로니아 제1왕조는 제국이 영토와 국고를 잃는 등 쇠퇴를 거듭하다가 결국 멸망하게 되었다. 아나톨리아 밖으로 확장을 시도하던 히타이트의 공격이 쐐기를 박았다. 카시트 시대는 기원전 1570년부터 1154년까지 통치한 제1바빌로니아 왕조의 뒤를 잇는 시대이다. 바빌론이 멸망할 때까지 카시트족은 이미 한 세기 반 동안 이 지역의 일부였으며 때로는 바빌론의 이익을 위해 때로는 반대하여 행동했다.

### 천문학

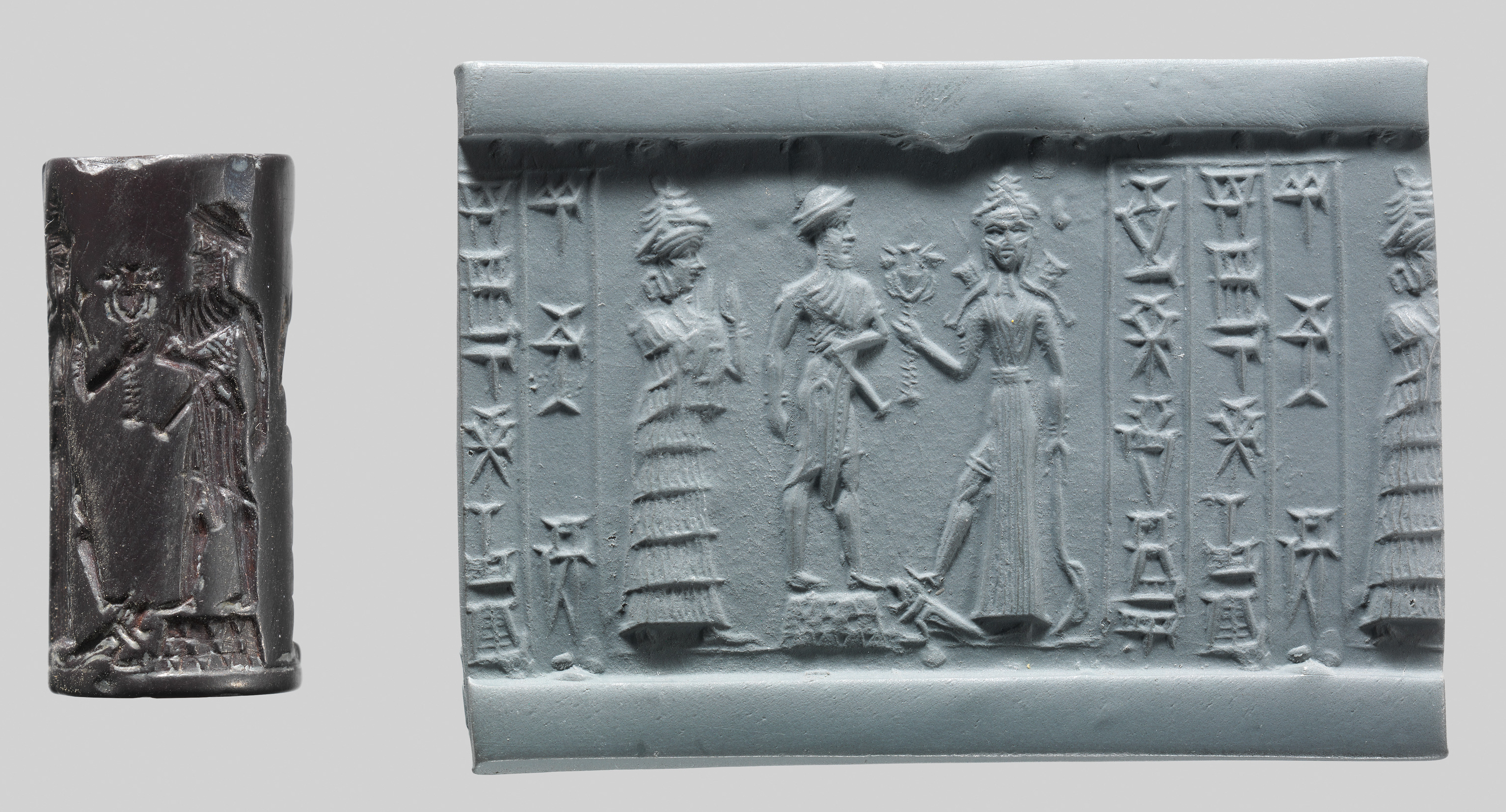
실린더 씰

태양은 고대 바빌로니아의 왕권에서 중요한 역할을 했다. 샤마시는 함무라비 법전에 언급된 것처럼 태양, 정의, 점술의 신이었다. 본문에는 "하늘과 땅의 위대한 재판관이시며 모든 생물에게 정의로운 길을 제공하시는 샤마시 신, 내가 신뢰하는 주님이 그의 왕권을 뒤집기를 바란다."라고 적혀 있다. 샤마시는 함무라비에게 영향을 미친 것으로 여겨졌으며, 샤마시가 신으로서의 역할을 하는 것처럼 땅에서도 정의의 법칙을 집행할 것이라는 개념을 표현했다.
무르실리스 1세(삼수디타나의 바빌론 통치 말기) 치하의 히타이트에 의한 바빌론의 몰락에 관한 텍스트는 정확한 바빌론 연대기에 중요한 쌍둥이 일식에 대한 이야기를 들려준다. 한 쌍의 월식과 일식이 시마누(Sivan)월에 발생했다. 월식은 기원전 1659년 2월 9일에 일어났다.  오전 4시 43분에 시작해서 오전 6시 47분에 끝났다. 후자는 보이지 않아 기록을 만족하며, 이는 또한 달이 아직 일식 중임을 말해준다.  일식은 기원전 1659년 2월 23일에 일어났다.  오전 10시 26분에 시작해서 오전 11시 45분에 최대치, 오후 1시 4분에 끝났다.
암미사두카(Ammisaduqa)의 비너스 서판(즉, 점토판의 여러 고대 버전)도 잘 알려져 있으며 이에 관한 여러 책이 출판되었다.  해당 이벤트에 대해 여러 날짜가 제공되었지만 많은 오래된 자료집의 날짜가 오래되고 잘못된 것 같다.  더 많은 어려움이 있다. 금성 행성에 대한 상세한 관찰의 21년 기간은 이 왕의 통치와 일치할 수도 있고 일치하지 않을 수도 있다. 왜냐하면 그의 이름은 언급되지 않고 오직 황금 왕좌의 해만 언급되기 때문이다.
거의 100년 전에 인쇄된 일부 출처를 포함하여 일부 출처에서는 원본 텍스트가 달에 의해 금성이 가려지는 것을 언급하고 있다고 주장한다. 그러나 이는 잘못된 해석일 수 있다. 현대의 계산은 행성 관측의 통계적 확률에 근거하여 바빌론이 멸망한 해가 기원전 1659년임을 뒷받침한다.  현재 받아들여지고 있는 중기 연대기는 천문학적인 관점에서 볼 때 너무 낮은 수준이다.

## 고대 아시리아 제국

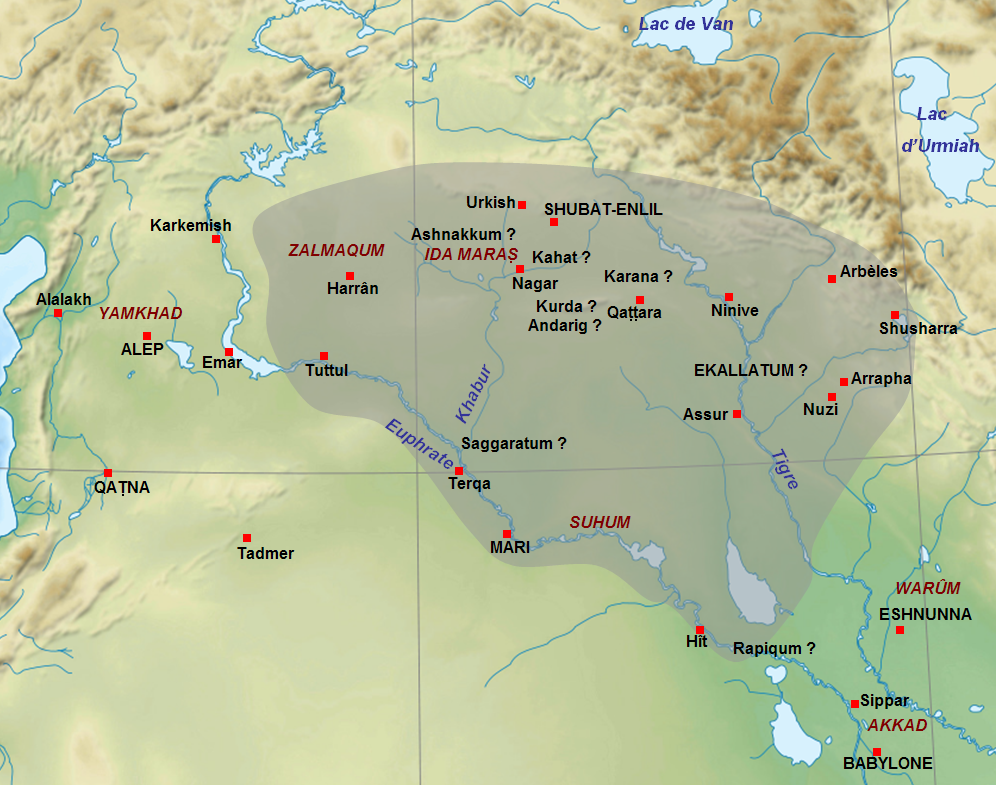
기원전 1721년 샴시아다드 1세가 사망할 당시 메소포타미아에서 아시리아 제국의 대략적인 영토를 보여주는 지도.

### 푸주르-아슈르 1세 왕조
푸주르-아슈르 1세(기원전 2025년경)는 군사 쿠데타로 키키아를 타도하고 아모리 족의 샴시아다드 1세에 의해 타도될 때까지 8세대(또는 216년) 동안 지속되는 아시리아 왕조를 세운 것으로 여겨진다. 샬렘 아키(약 기원전 2025년 - 기원전 1995년) 푸주르-아슈르 1세의 아들이자 후계자 그는 동시대 비문에서 입증된 최초의 독립 통치자이다. 독일 고고학자 월터 안드레의 감독하에 독일이 앗시리아를 발굴하는 동안 발견된 설화석고 조각에 고대 앗시리아어로 쓰여진 고대의 이상한 문자의 조각에서, 이것은 그의 동시대의 비문 중 다음과 같이 기록된 유일한 예이다. 앗시리아 신은 그에게 성전을 지으라고 요청했고, 그에게 '맥주통과 지역'이 있다고 말했다. '신전 지역'에 저장고가 세워졌다. 그는 신흥 아시리아 상인 회사가 은과 교환하여 아시리아에서 직물과 주석을 거래하기 위해 아나톨리아로 진출하고 있던 기간 동안 통치했다. 샬름 아키와 그의 후계자들은 엔시뿐만 아니라 아슈르의 부섭정인 "아시-아크-아슈르" 라는 칭호를 지녔다.
일루 슈마 (기원전 1945년 - 기원전 1906년), 샬름 아키의 아들이자 후계자 그는 아버지의 뒤를 이어 아시리아의 왕좌에 올랐다. 이는 그가 우르, 니푸르, 데이르와 같은 수메르 도시 국가의 아카드인들을 위해 “구리를 닦”고 “자유를 확립”했다고 주장하는 그의 책(여러 사본으로 존재)에서 알려져 있다. 일부 학자들은 이 사실을 그가 아모리인과 엘람인의 침략으로부터 동료 메소포타미아인을 구하기 위해 남부 메소포타미아에서 군사 작전을 수행했음을 나타내는 것으로 받아들였다. 고대 이슈타르 신전을 건설하고, 도시를 토지로 나누고, 샘의 흐름을 성문 오슘과 위르탐으로 바꾸는 등의 건설 활동을 했다.
에리슘 1세는 아버지의 뒤를 이어 권력을 잡았으며, 앗시리아가 확장되고 경제가 발전하는 동안 오랜 기간 통치했으며, 사원을 비롯한 많은 건축 공사를 수행했다.  그 후 그는 도시의 요새를 강화하고 아시리아 식민지를 보존한 그의 형제 이코눔에 의해 아시리아의 왕위를 계승했다. 사이에 통치했고, 그 후 그의 아들 사르곤 1세(기원전 1861년 – 기원전 1822년). 사르곤은 아시리아를 재건한 것으로 알려져 있으며, 이 왕에 대한 정보는 거의 없다. 그런 다음 푸주르 아슈르 2세가 그의 아버지 사르곤 1세의 뒤를 이어 기원전 1822년부터 기원전 1814년까지 그의 아들 나람신(기원전 1814년부터 기원전 1760년)이 계승할 때까지 통치했다. 그가 물려받은 도시 국가인 아시리아는 고대 아시리아 제국의 활동이 한창일 때 무역 네트워크의 중심지가 되었으며, 칸쉬의 무역 중심지는 그의 통치 기간 동안 파괴되었지만 무역은 다른 곳에서도 계속되었던 것으로 보인다. 그 후 그는 그의 아들 에리슘 2세(Erishum II)가 계승했는데, 그는 기원전 1760년부터 기원전 1754년까지 통치하고 지도자 샴시-아다드 1세를 전복시켰다.
바빌로니아 왕 함무라비(기원전 1696년~기원전 1654년)는 마리(Mari), 라르사(Larsa), 에쉬눈나(Eshnunna)를 정복하고 결국 아시리아 왕국 무트아쉬쿠르(Mut-ashkur)를 정복했다.

### 아다시 가족
단명한 바빌로니아 제국은 함무라비의 죽음 이후 붕괴되기 시작했고, 바빌론은 함무라비의 후계자 삼수일루나(기원전 1750년~기원전 1712년) 치하에서 아시리아에 대한 통제권을 잃었다.  내전이 뒤따른 후, Asinum(앗시리아의 마지막 아모리인 통치자)은 BC 1732년경에 Asinum을 바빌론의 가신으로 여겼던 Bozur-Sin이라는 강력한 원주민 아시리아 중위에 의해 폐위되었다. 그 후 사건은 격동하기 시작했고 다섯 왕 사이에 아시리아 왕좌를 놓고 경쟁이 치열해졌으며, 이들 왕은 모두 짧은 기간 동안 연속적으로 통치했다.
마침내 기원전 1726년에 아다시(기원전 1726년~기원전 1701년)라는 왕이 등장하여 시민 불안을 진정시키고 아시리아의 상황을 안정시킬 수 있었다.  이는 바벨론 제국의 소멸과 함께 이루어졌다.
아다시(Adasi)는 아시리아 왕 목록에 의해 아시리아 왕위를 찬탈한 왕으로 확인된 일곱 왕 중 마지막 왕인 아시리아 왕으로, 바빌론을 통치하던 아모리인들이 아시리아에서 추방된 후 기원전 1718년부터 기원전 1699년까지 통치했다.  그는 아시리아를 안정시키고 내전으로부터 해방시킨 공로로 아시리아 왕 목록에 기록되어 있다. 아시리아 아다시아 왕조는 그의 이름을 따서 명명되었다.
아시리아 왕국은 제국으로부터 분리된 후에도 안전하게 유지되었으며, 아시리아 왕 나딘아히 1세(기원전 1430년~기원전 1415년)가 통치할 때까지 많은 왕들의 통치를 받았다.  미탄니 왕국이 아시리아를 침공하고 미탄니의 이익에 반하여 이집트 왕국과 동맹을 맺는 것을 막기 위해 수도를 약탈한 곳이다.
15년간의 통치 끝에 엔릴 나시르 2세(Enlil Nasir II)는 그의 형제인 앗시리아 나딘 아히(Nadin Ahi)에 대항하여 쿠데타를 일으켜 왕국의 권력을 장악했고, 이어서 앗시리아에서 도시화를 발전시키고 성벽을 쌓은 왕과 통치자들이 뒤따랐다.  아시리아-나딘-아키 2세(기원전 1387년~기원전 1378년) 왕은 미탄 왕국과 히타이트 왕국에 도전할 수 있을 만큼 강력한 위치에 있었다. 그의 뒤를 이어 중앙 아시리아 제국의 창시 황제이자 첫 번째 황제인 그의 형제 에리바아다드 1세가 뒤를 이었다.

## 오스만 제국 및 맘루크 왕조
14세기 후반과 15세기 초반에 카라 코윤루는 현재 이라크라고 알려진 지역을 통치했다. 1466년, 아크 코윤루가 카라 코윤루를 물리치고 지배권을 장악했다. 후에, 흰 양떼는 한동안 메소포타미아를 지배한 사파비 왕조에게 패배했다. 16세기에 현재의 이라크 영토의 대부분은 바그다드의 파샬릭으로서 오스만 제국의 지배하에 있었다. 오스만 제국의 지배 기간 (1533년~1918년) 동안, 현재의 이라크 영토는 경쟁 지역 제국들과 부족 동맹들 사이의 전투 지역이었다.

## 미국의 침공 및 여파 (2003년~현재)

### 2003년 미국 침공
2001년 미국 뉴욕과 워싱턴 D.C.에 대한 테러 공격이 사우디아라비아의 백만장자 오사마 빈 라덴에 의해 결성된 단체와 연관된 후, 미국의 외교 정책은 이라크의 바트 정부를 제거하도록 요구하기 시작했다. 워싱턴의 신보수주의 싱크탱크들은 수년간 바그다드의 정권 교체를 촉구하고 있다. 1998년 8월 14일, 빌 클린턴 대통령은 "이라크 정부는 실질적이고 용납할 수 없는 국제 의무를 위반하고 있다"고 선언한 공공법 105조 235호에 서명했다. 몇 달 후, 의회는 1998년 10월 31일 이라크 해방법을 제정했다. 이 법은 "이라크에서 사담 후세인이 이끄는 정권을 권력에서 제거하려는 노력을 지지하고 그 정권을 대체할 민주 정부의 출현을 촉진하는 것이 미국의 정책이 되어야 한다"고 명시했다. 1998년 미국 하원에서 360 대 38, 미국 상원에서 99 대 0으로 통과되었다.
미국은 유엔이 이라크에 대해 군사 행동을 취할 것을 촉구했다. 미국 대통령 조지 W. 부시는 사담 후세인이 16개의 유엔 안전 보장 이사회 결의를 반복적으로 위반했다고 말했다. 이라크 정부는 부시의 주장을 거부했다. 스웨덴 외교관 한스 블릭스가 이끄는 유엔 사찰단이 입국을 허가받았고, 그들의 최종 보고서는 이라크인들이 대량살상무기를 생산하는 능력이 1992년 유엔군과의 휴전 협정에 따라 이라크가 그들의 남은 무기 대부분을 해체했을 때와 크게 다르지 않다고 말했다. 그러나 사담 후세인이 여전히 대량살상무기를 보유하고 있을 가능성을 완전히 배제하지는 않았다. 미국과 영국은 이라크가 대량살상무기를 은닉하고 있다고 비난했고 이 문제를 더 조사할 시간을 더 달라는 팀의 요청에 반대했다. 결의안 1441호는 2002년 11월 8일 유엔 안전 보장 이사회에서 만장일치로 통과되었으며, 이라크는 이전 유엔 결의에서 제시한 "군축 의무를 준수할 수 있는 마지막 기회"를 제공했으며, 그 의무가 이행되지 않을 경우 "심각한 결과"를 위협했다. 유엔 안전 보장 이사회는 이라크에 대한 무력 사용을 허가하는 결의안을 발표하지 않았다.
2003년 3월, 미국과 영국은 다른 나라들로부터 군사적 지원을 받아 이라크를 침공했다.

## 같이 보기
- 아바스 칼리파국
- 아카드 제국
- 아시리아
- 바빌로니아
- 아시아의 역사
- 이라크의 총리 목록
- 메소포타미아
- 수메르